# Font sterling
A font sterling (más néven angol font) az Egyesült Királyság, a koronafüggőségek (Man-sziget, Guernsey, Jersey), a brit tengerentúli területek közül pedig Déli-Georgia és Déli-Sandwich-szigetek, a Brit antarktiszi terület és a Brit Indiai-óceáni Terület valutája. Jele: £, ISO kódja: GBP; váltópénze a penny, amelyből 100 ér 1 fontot.
Az amerikai dollár és az euró után jelenleg a brit font a világon a harmadik legelterjedtebb tartalékvaluta, az 1700-as évek eleje és 1944 között a világ domináns tartalékvalutájának számított. A font az amerikai dollár, az euró és a japán jen után a negyedik legnagyobb forgalmat lebonyolító pénznem a nemzetközi devizapiacon.

## Neve
A valuta teljes, hivatalos neve – font sterling – csak hivatalos szövegkörnyezetben és akkor használatos, ha meg akarják különböztetni a többi fonttól. Egyéb esetekben általában a font nevet használják. Azonban a bankközi piacokon van, hogy sterlingnek rövidítik, de mennyiségjelzővel együtt ezt soha nem használják. Tehát azt szokták mondani, hogy "Fizetést sterlingben elfogadunk", azt azonban soha, hogy "Összesen öt sterlingbe kerülnek". Néha használják a "ster." és az "stg." rövidítéseket is. Kevésbé hivatalos szövegkörnyezetben lehet találkozni a brit font kifejezéssel is, azonban nem ez a hivatalos neve a valutának. A beszélt angol nyelvben gyakran quidnek nevezik. A szó eredete a valamit valamiért jelentésű latin quid pro quo kifejezésből származik.
A font sterling kifejezés eredetét illetően bizonytalan a helyzet. Egyes források szerint használata az angolszász időkig nyúlik vissza, ekkor az érméket hívták sterlingnek. Ezeket ezüstből készítették, melyekből 240 nyomott egy fontot, így a nagyobb összegű fizetéseknél az értéket "font sterlingben" adták meg. Ez abban az időben kivételes vagyonnak számított, és egészen a 17. századig nem inflálódott arra a szintre, hogy mindennapos használatba kerüljön. Más források, így az Oxford English Dictionary szerint is a sterling a normannok által Angliában használt, ezüstből készült penny volt, és a kifejezés eredete 1300 körülre tehető. További források szerint az „easterling” szóból keletkezett rövidüléssel, amely szó az akkoriban nagy becsben álló, keleti eredetű ezüstre utalt. Az ezüstötvözet legalább 925 ezred ezüstöt és legfeljebb 75 ezred rezet tartalmazhatott. A sterling kifejezést szélesebb értelemben is használták a megbízhatóság kifejezésére az angol nyelvben.
A font valutajele a fontjel, melynek eredeti alakja ₤ volt két párhuzamos áthúzással, majd később leegyszerűsödött, s így alakult ki az egy áthúzást tartalmazó £ jel. A fontjel, az L eredete a gót L-ig nyúlik vissza, mely a Librae jele, a római £sd egységek neve, melyet a librae, solidi, denarii rövidítéseként használtak a shilling–font–penny időszakban is. Ez volt a briteknél használt pénzek neve még a decimális rendszer előtt, a tizenkettes számrendszert használó időben. A Libra volt a római időkben a súlymérés alapegysége, s ez a szó a latin egység vagy egyensúly szóból származik.
Az angol font ISO 4217 valutakódja is GBP (nagy-britanniai font). Alkalmanként használják még a UKP rövidítést is, azonban ez helytelen. A brit koronafüggőségek saját, az ISO-ban nem szereplő kódokat használnak: GGP (guernsey-i font), JEP (jersey-i font) és IMP (man-szigeti font). Az árakat gyakran pennyben adják meg, így a kereskedők néha penny sterlingre, GBX (néha GBp)-re hivatkoznak, amikor kiírják áraikat.

## Váltópénzek

### A decimalizálás előtti font
A brit érmék jellegzetessége, hogy előoldalukon kötelezően mindig az aktuális brit uralkodó képmása szerepel, továbbá nem szerepel rajtuk az ország neve. 1920-ig az ezüstveretek 92,5% nemesfémtartalommal (sterlingezüst) készültek, 1920 és 1946 között ezüsttartalmuk 50%-ra csökkent, 1947-től réznikkelből (CuNi) készülnek.
1971 előtt a font a 12-es osztásra alapult, mely gyakorlatilag a Római Birodalom öröksége volt. A decimalizálás előtt a font sok alegységre volt osztható. Alapvetően a kulcsfontosságú alegységek a shilling és a penny (pence) voltak. £1 = 20 shilling (jele „s”, népneve „bob”, a latin „solidus” szóból), 1 shilling = 12 pence (jele „d”, a latin „denarius” szóból). A penny további egységekre volt osztható, mégpedig a farthing-ra, 1d=4 farthing. A shillinget a „s”-en kívül jelölték még „/”-rel is, mégpedig úgy, hogy a penny értéket a shillinghez csapva egy áltörtként tüntették fel. Például: 2 font 5 shilling és 3 pennyt leírhattak úgy, hogy £2 5s 3d, de úgy is, hogy £2 5/3, ahol már az „s” és „d” lemaradhatott. Magát az 5 shillinget jelölhették egy „/-” kombinációval, azaz kerek 10 shillinget úgy, hogy 10s, illetve 10/-.
A decimalizálás előtt tehát 1 font 240 pennyt ért. A shilling jele "s" volt, melynek eredete nem a szó első betűjében, hanem a latin solidusban keresendő. A penny "d" jelének eredete a francia denier-ben, a latin denariusból kialakult szóban keresendő (a solidus és denarius is római fémpénz volt.). A shillinget és pennyt is tartalmazó árat – mint amilyen a 3 shilling 6 penny –"3/6" vagy "3s 6d" alakban írták le, s kiejtéskor "three and six"-ként (három és hatként) mondták. Az öt shillinget "5s", vagy még gyakrabban "5/-" formában írták le.
Számos érmének volt, és mind a mai napig speciális neve van. Ezek közé tartozik a "crown" (korona), a "farthing" (krajcár), a "sovereign" (uralkodó) és a "guinea".
Hivatalosan Pound, vagy Pound Sterling, azaz font, illetve font sterling néven csak a papírpénzt illették, a fonttal egyenértékű aranyérme a sovereign, a guinea szintén aranyérme, 1816-ig verték, értéke 1 font és 1 shilling (21 shilling).
A címletek közötti átváltás nem kevés fejtörést okozott az embereknek, bár elég jól tudták használni a rendszert. Az alábbiakban következik az egyes címletek közötti teljes átváltási táblázat:
- 1/2 penny = 2 farthing
- 1 penny = 4 farthing
- groat = 4 penny = 16 farthing
- 1 shilling = 12 penny = 48 farthing
- florin = 2 shilling = 24 penny = 96 farthing
- half crown = 2 shilling 6 penny = 30 penny = 120 farthing
- dupla florin = 4 shilling = 48 penny = 192 farthing
- crown = 5 shilling = 60 penny = 240 farthing
- 1 font = 1 sovereign = 4 crown = 10 florin = 20 shilling = 240 penny = 960 farthing
- 1 guinea = 1 font 1 shilling = 1 sovereign 1 shilling = 4 crown 1 shilling = 10 florin 1 shilling = 21 shilling = 252 penny = 1008 farthing

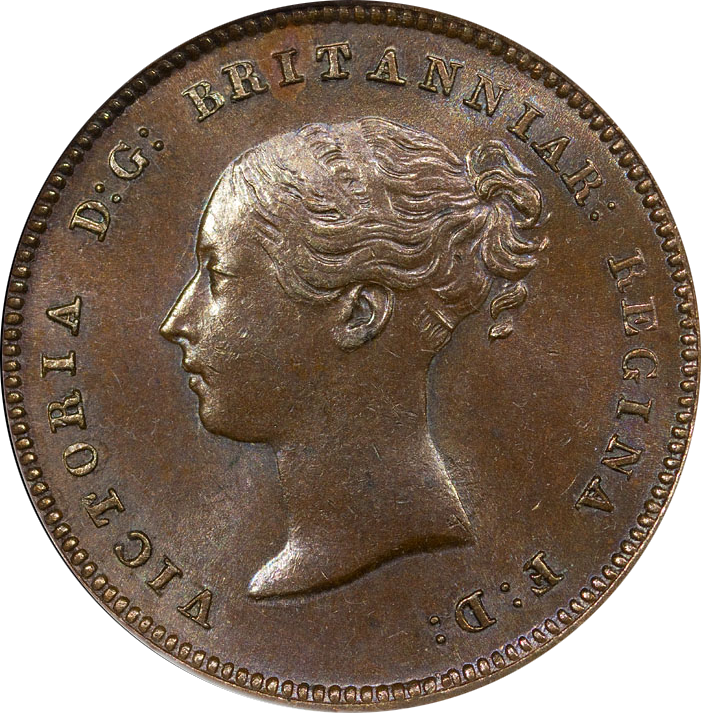
Viktória királynő 1843-as fél farthing érméjének előoldala
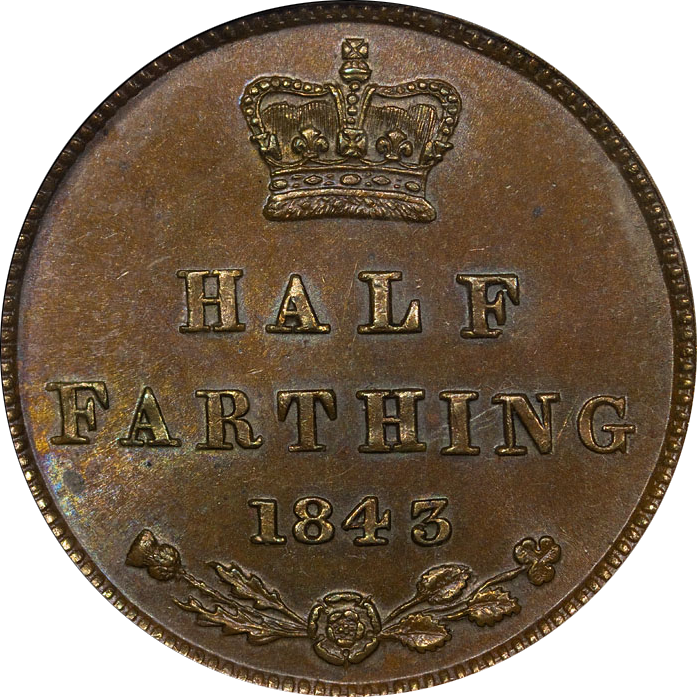
Viktória királynő 1843-as fél farthing érméjének hátoldala
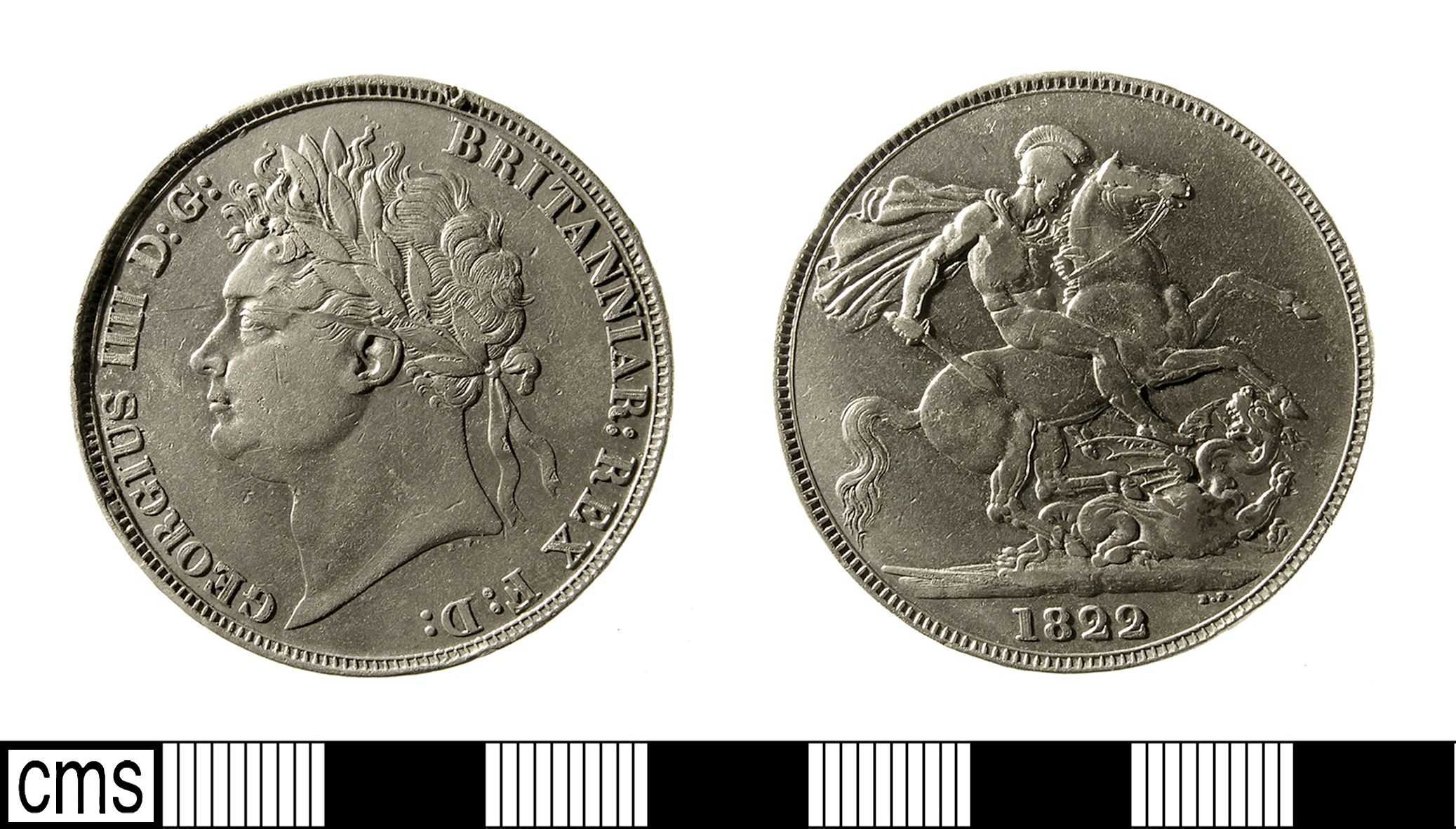
IV. György korona (Crown) érméje, hátoldalán Benedetto Pistrucci legendás sárkányölő Szent György ábrázolásával. Átmérő: 38 mm, anyaga 92,5% ezüst.
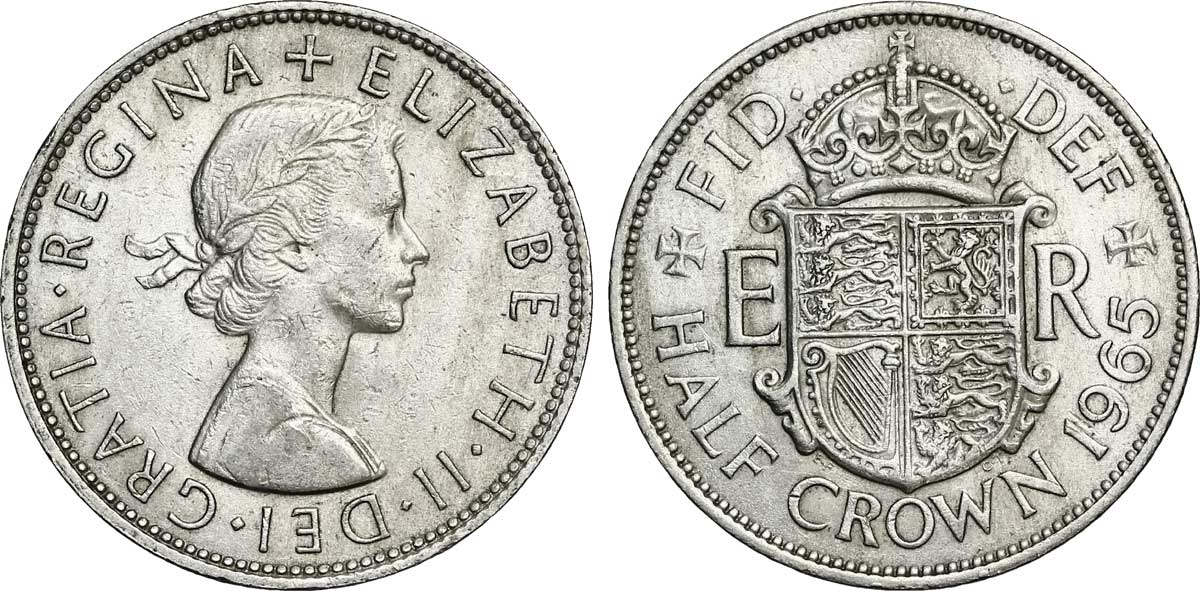
II. Erzsébet királynő 1965-ös, 1/8 font sterlinget érő, réznikkel fél koronása (Half Crown)

### További különleges pénznevek
- 1 sovereign = £1 = 20/- (1816-1971)
- 1 guinea = £1 1/- = 21/- (1816 előtt)
- 1 crown (korona) = 5/- = 1/4 font
- half crown (fél korona) = 2/6 = 1/8 font
- florin = 2/- = 1/10 font
- dupla florin = 4/- = 2/10 font (1887-1890)
- groat = 4 penny = 1 / 60 font sterling

A decimalizálás során próbálták az emberek dolgát annyival megkönnyíteni, hogy a decimalizálás előtt és után azonos értékű érméket ugyanakkora méretűre verték. Így az 1971-es 5 pennys érme a decimalizálás előtti 1 shillinges érmével volt azonos méretű, hiszen mindkettő a font huszadrészét tette ki. Hasonló okok miatt volt megegyező méretű a 10 pennys és a 2 shillinges érme, a florin is. Bár a shillingek verését a Királyi Pénzverde 1966-ban beszüntette, egészen az 1990-es évekig voltak forgalomban, hiszen az 5 és 10 pennyst csak 1990-ben, illetve 1992-ben cserélték le kisebb méretű érmékre.

### Forgalomban lévő érmék 1971 előtt

#### Bronzveretek (1860 – 1970)
- 1/4 farthing (quarter farthing – átmérő: 13,5 mm, súly: 1,2 g)
- 1/3 farthing (third farthing – átmérő: 15 mm, súly: 1 g)
- 1/2 farthing (half farthing – átmérő: 18 mm, súly: 2,3 g)
- 1 farthing (átmérő: 20,19 mm, súly: 2,83 g)
- félpenny (átmérő: 25, 48 mm, súly: 5,67 g)
- 1 penny (átmérő: 31 mm, súly: 9,1 g)

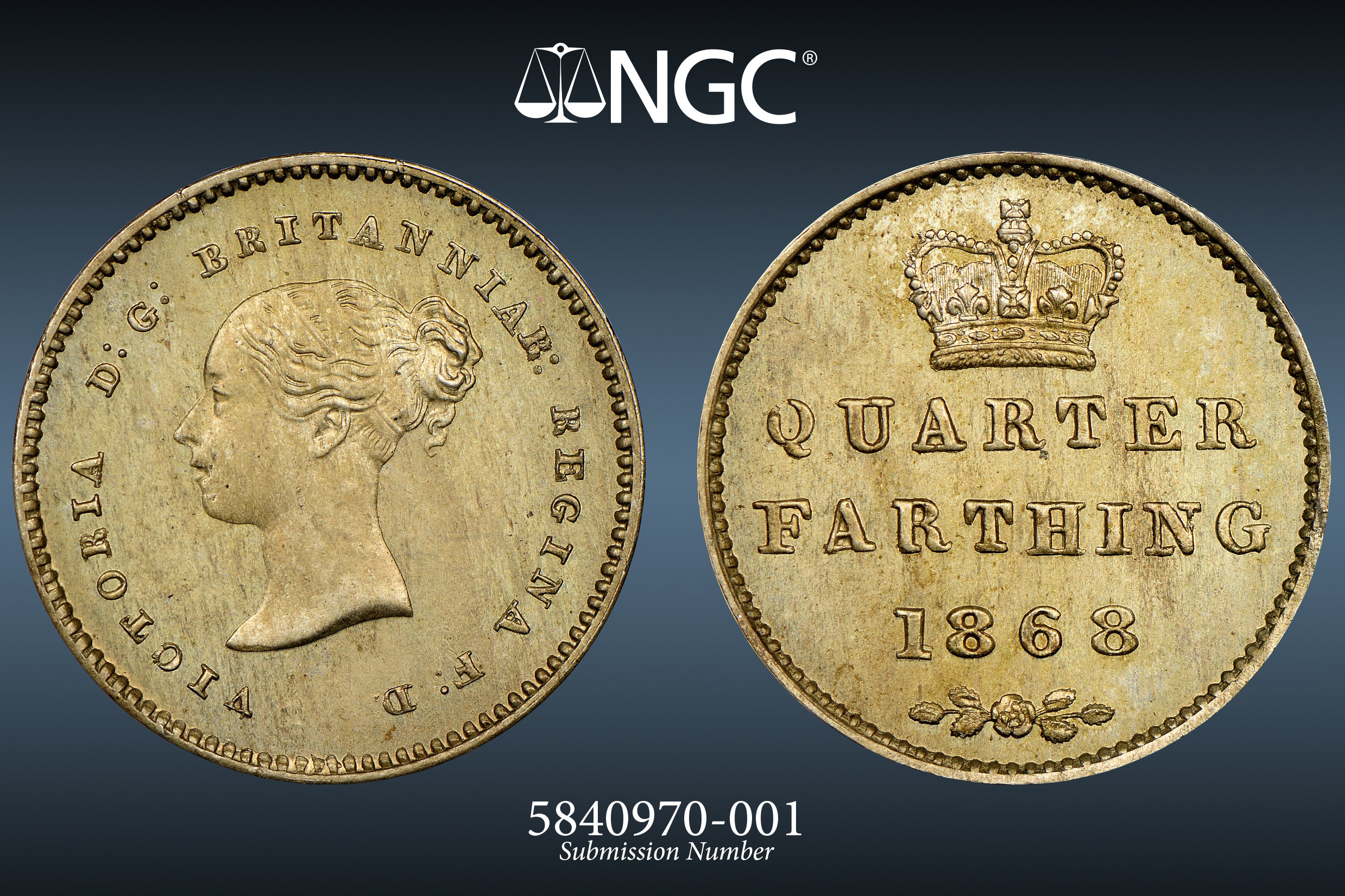
Viktória királynő 1868-as 1/4 farthing érméje
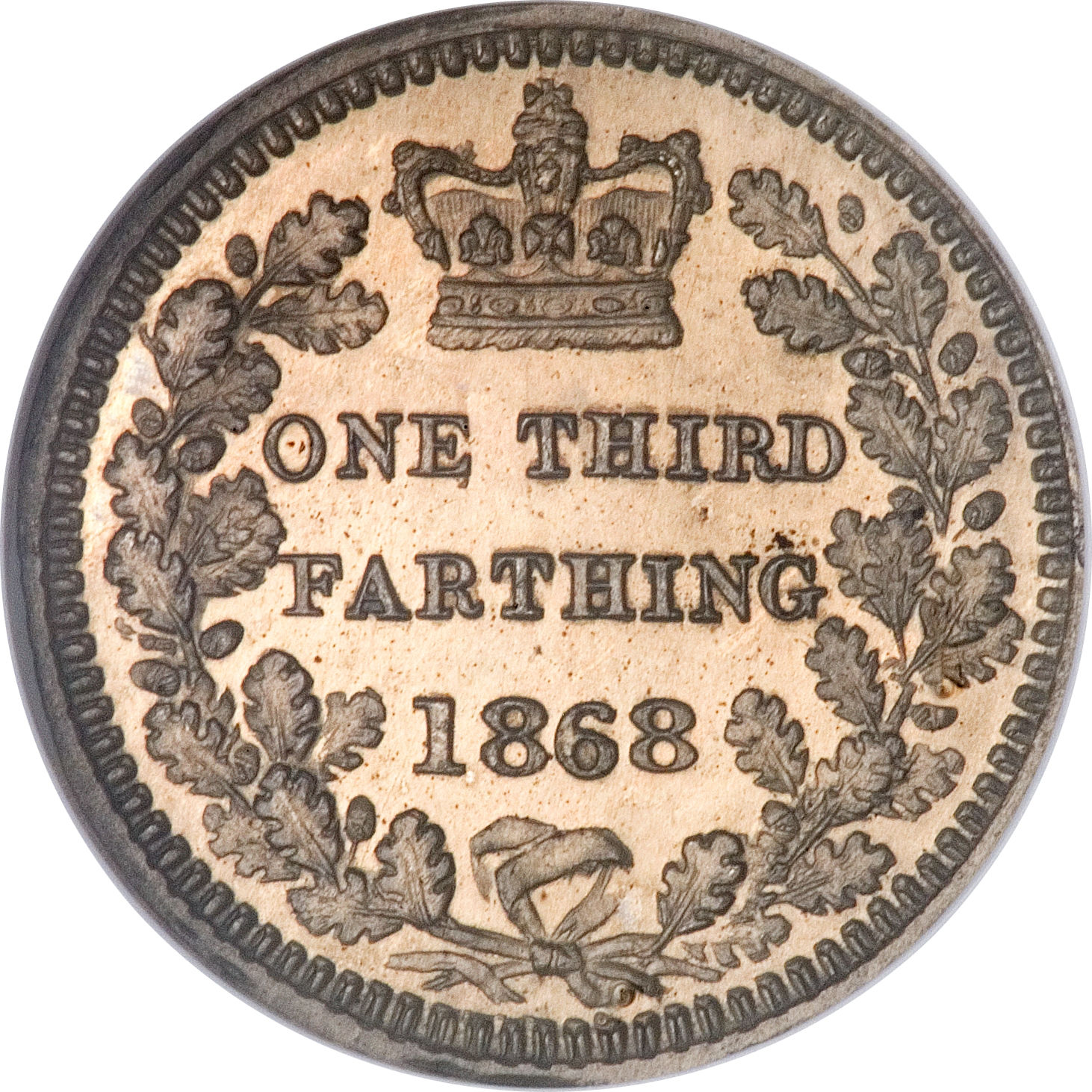
Viktória királynő 1868-as 1/3 farthing érméjének hátoldala
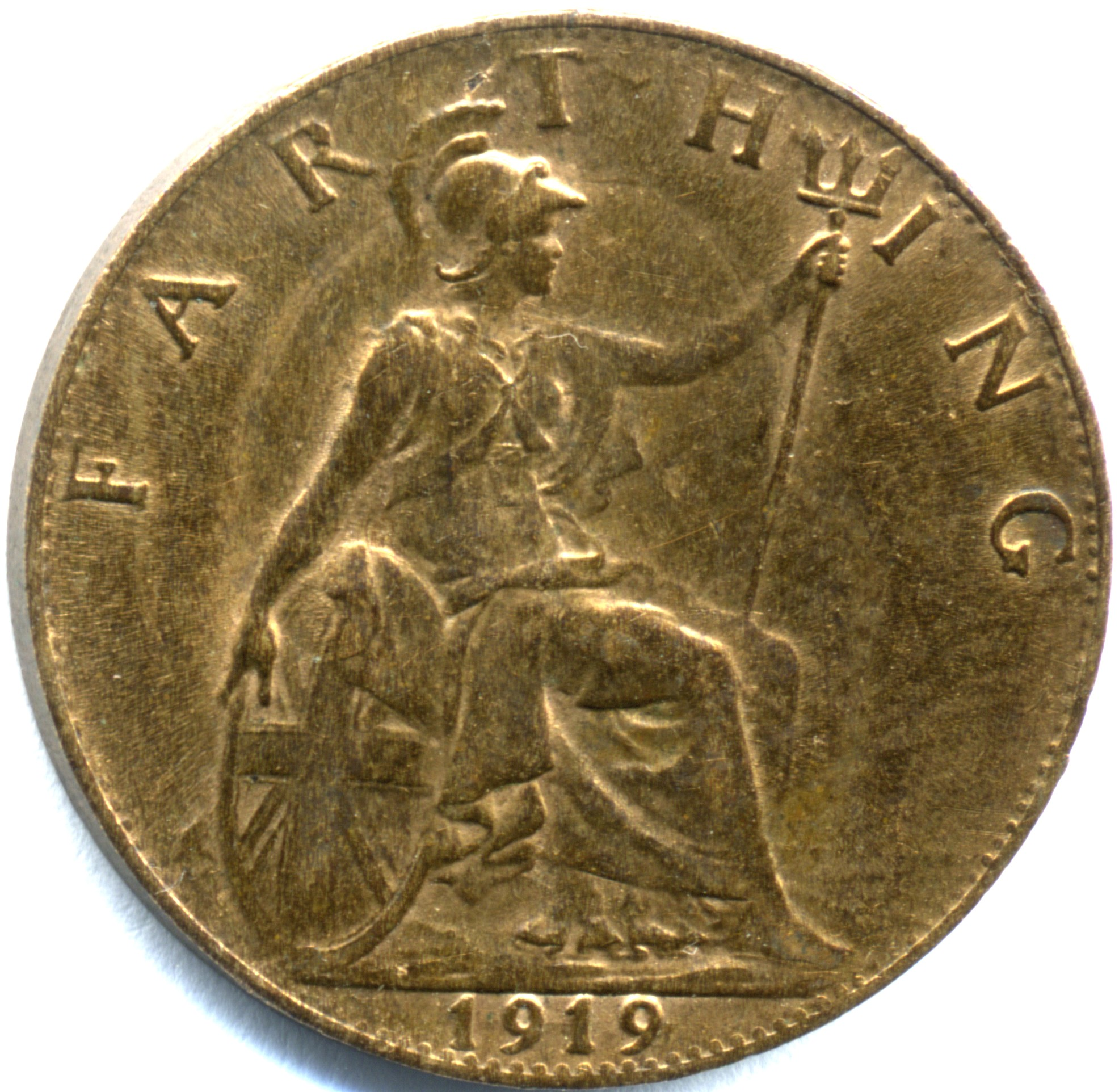
V. György király 1919-es farthing érméjének hátoldala. Átmérő: 20,19 mm, súly: 2,83 g
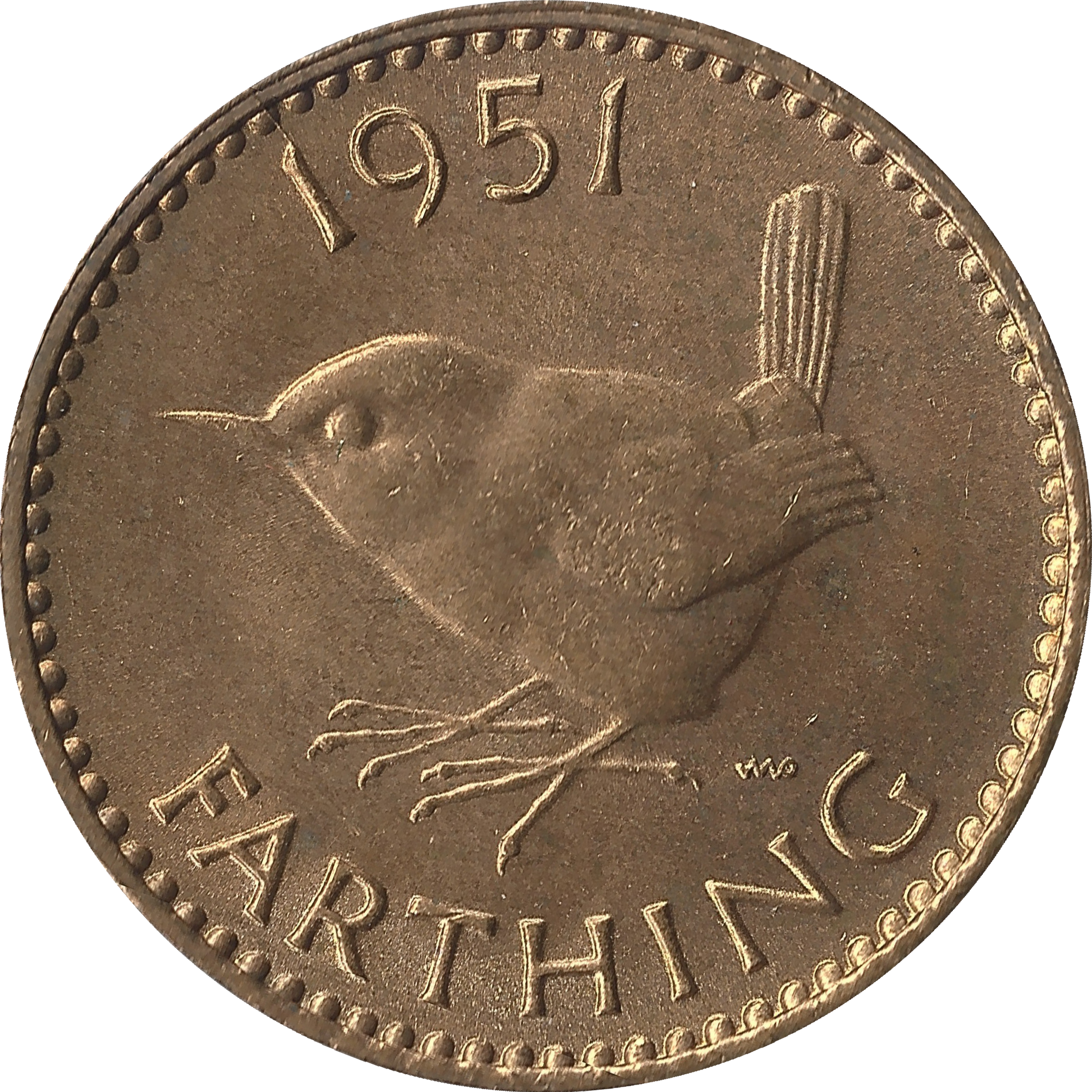
VI. György király 1951-es farthing érméjének hátoldala
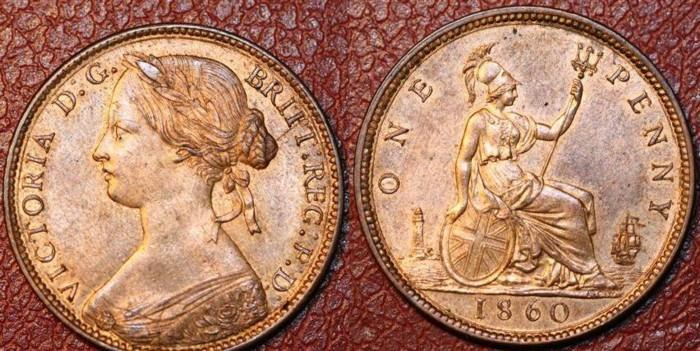
Viktória királynő 1860-as bronz 1 pennys érméjének elő- és hátoldala. Átmérő: 31 mm, súly: 9,1 g
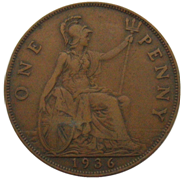
V. György király 1936-os 1 pennys érméje
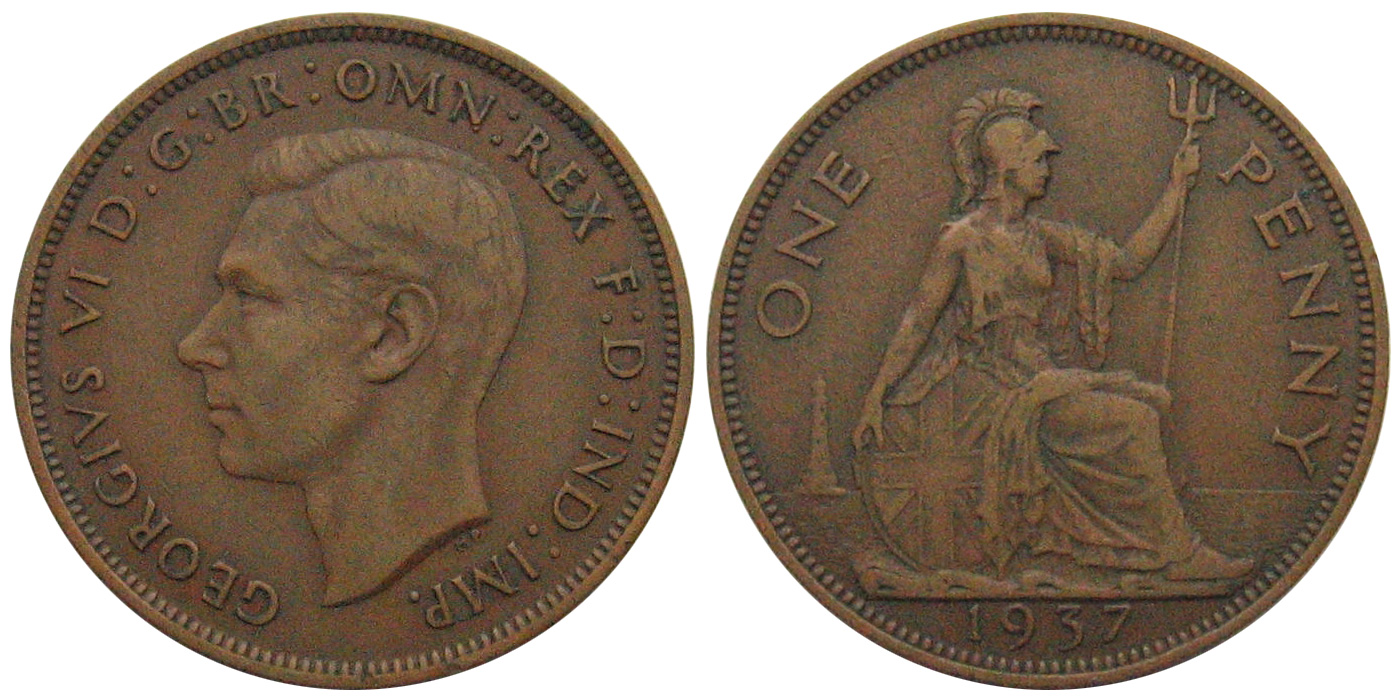
VI. György király 1937-es 1 penny érméjének elő- és hátoldala. Apja 1936-os veretétől apróbb változások mellett elsősorban a Britannia ábrázolásától balra látható világítótoronnyal tért el

#### Ezüstveretek
(1919-ig 92,5% ezüsttartalom, 1920-1946 között 50% ezüsttartalom, limitált Royal Maundy kiadásban vernek 1, 2, 3 és 4 penny érméket, 1947-től újra 92,5% ezüsttartalommal) 
- 1 penny, átmérő: 12 mm, súly: 0,5 g
- 1 és 1/2 penny (three halfpence)
- 2 penny
- 3 penny (threepence, köznyelven „thruppence”), átmérő: 16,2 mm, súly: 1,4 – 1,5 g
- 4 penny (fourpence, vagy groat), átmérő: 16 mm, súly: 1,9 g
- 6 penny (sixpence), átmérő: 19,41 mm, súly: 3,35 g
- 1 shilling, átmérő: 23,6 mm, súly: 5,66 g
- florin (2 shilling), átmérő: 28; 28,5; 29,5; vagy 30 mm, súly: 11,31 g
- fél korona (half crown), átmérő: 32,31 mm, súly: 14,14 g
- dupla florin (4 shilling) csak 1887-1890 között verték, átmérő: 36 mm, súly: 22, 6 g
- korona (crown), átmérő: 38,61 mm, súly: 28,276 g

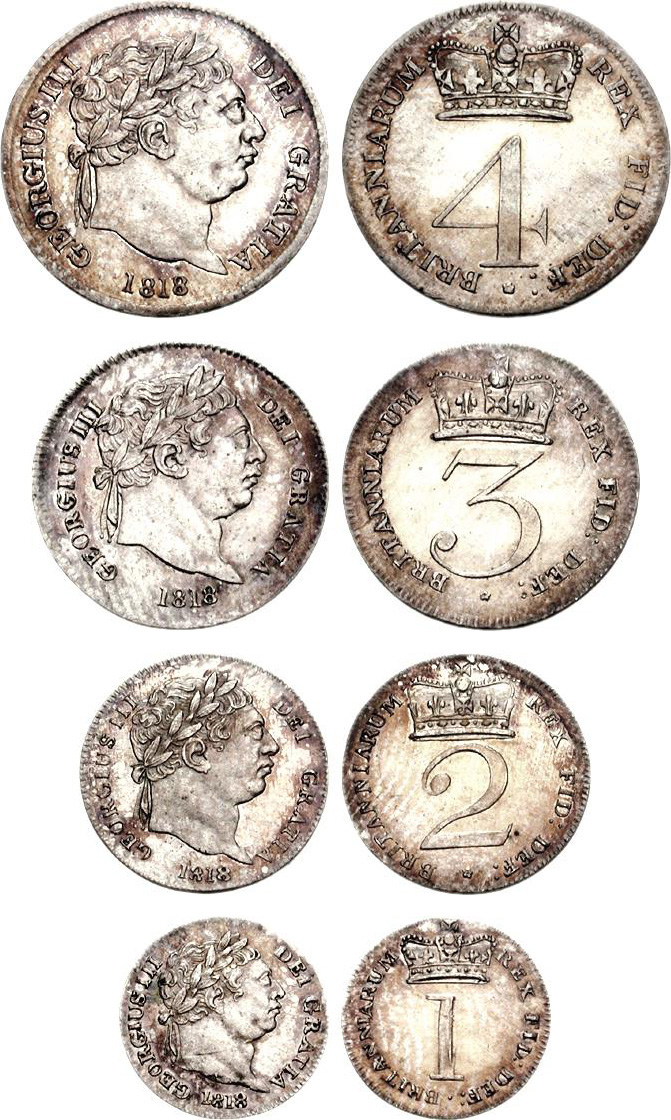
III. György 1818-as 1; 2; 3 és 4 pennys ezüstérméi
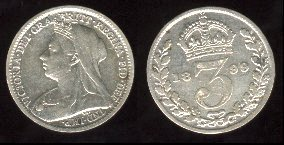
Viktória királynő 1899-es 3 pennys ezüstérméje
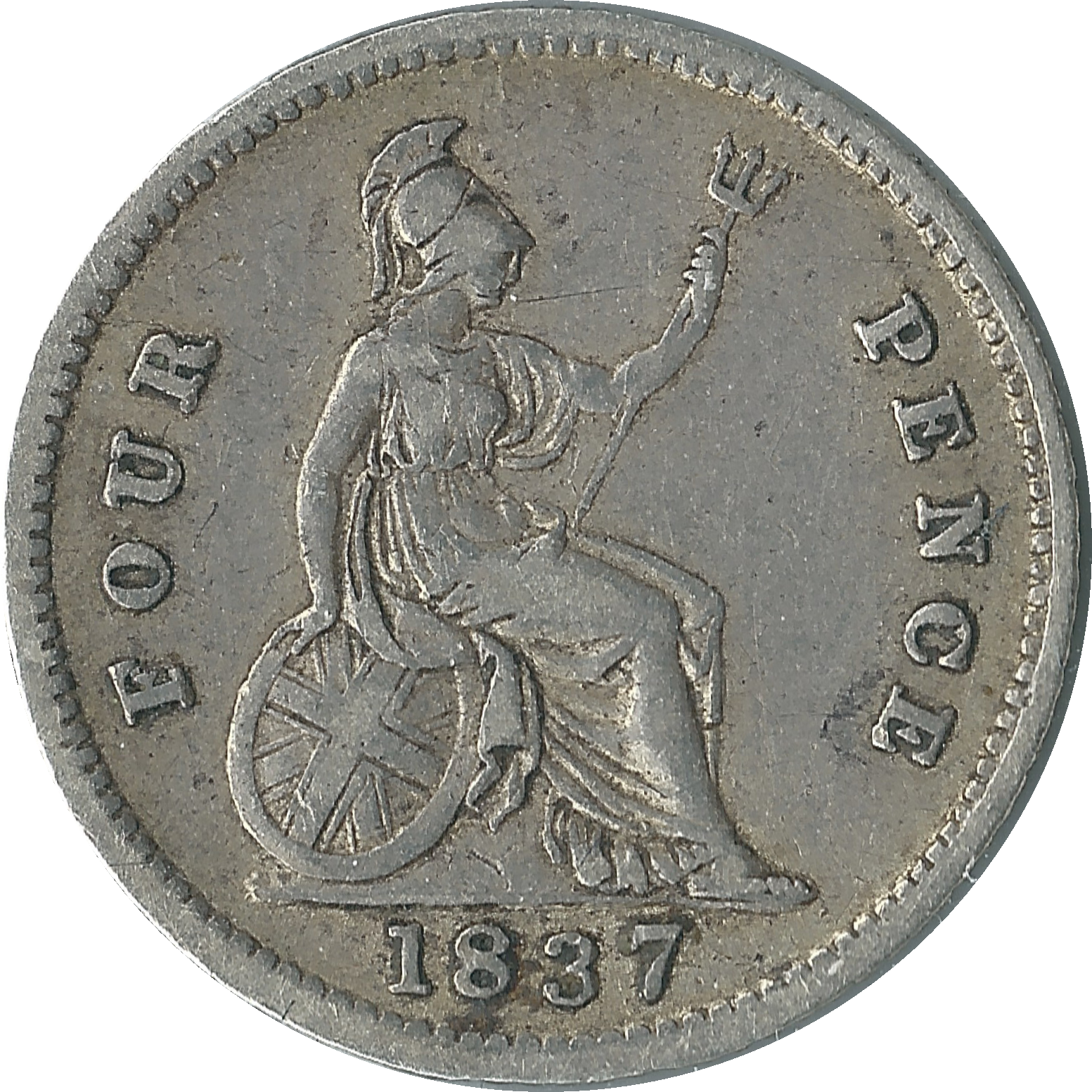
IV. Vilmos király 1837-es 4 pennys ezüstérméjének hátoldala
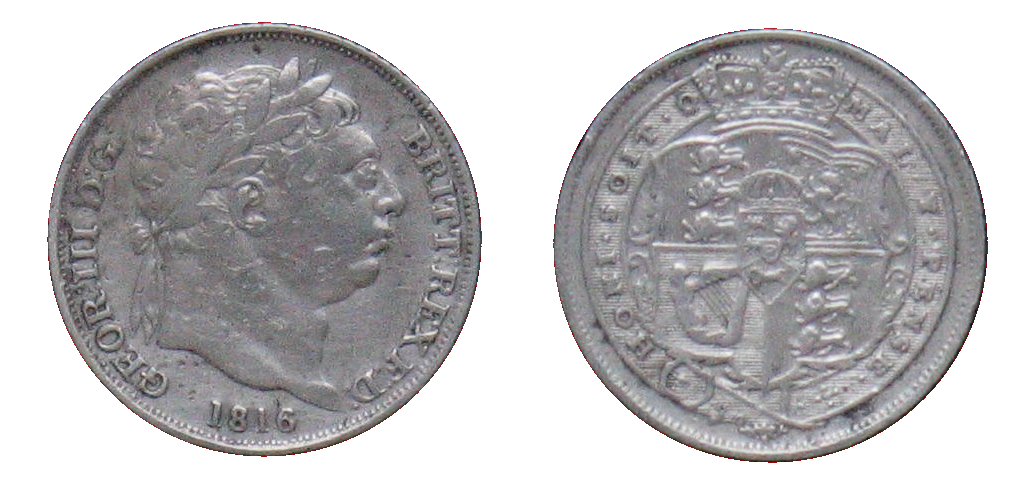
III. György király 1816-os 6 pennys ezüstérméje
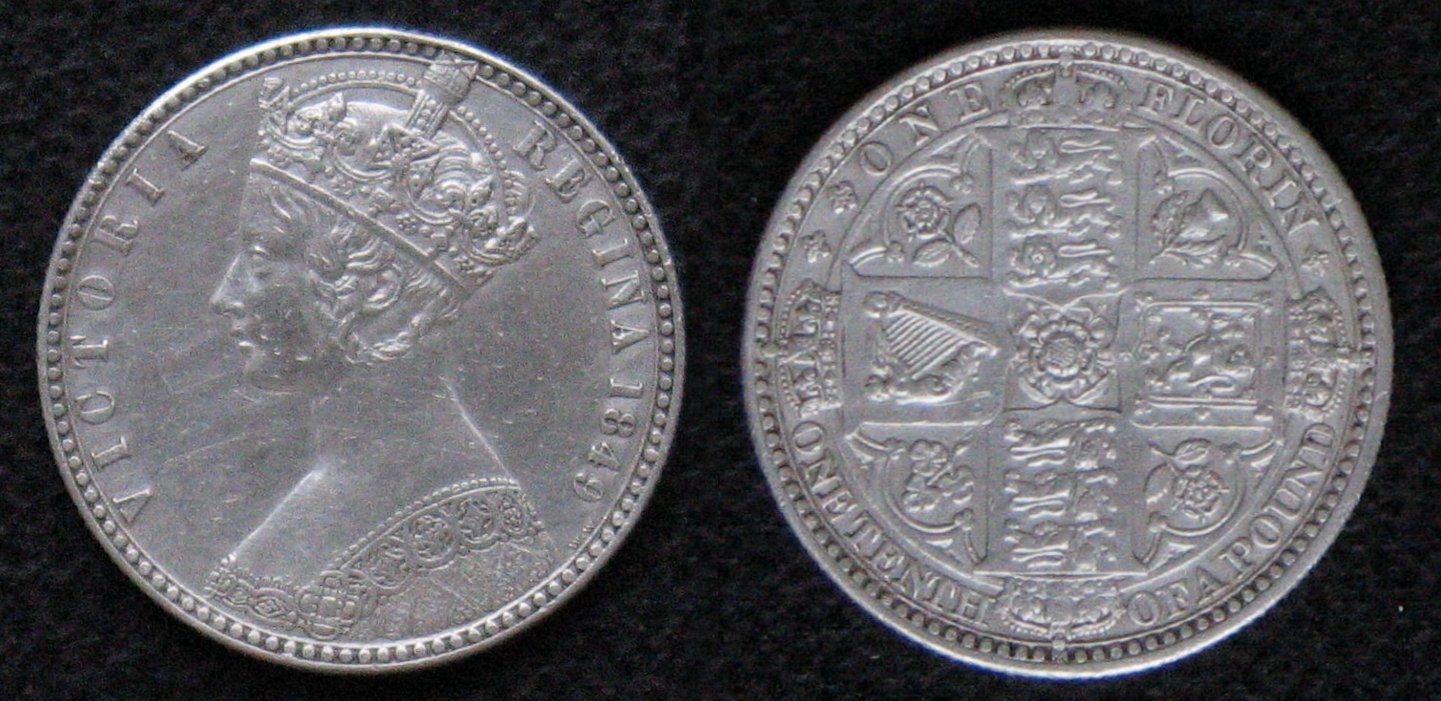
Viktória királynő 1849-es florin ezüstérméje
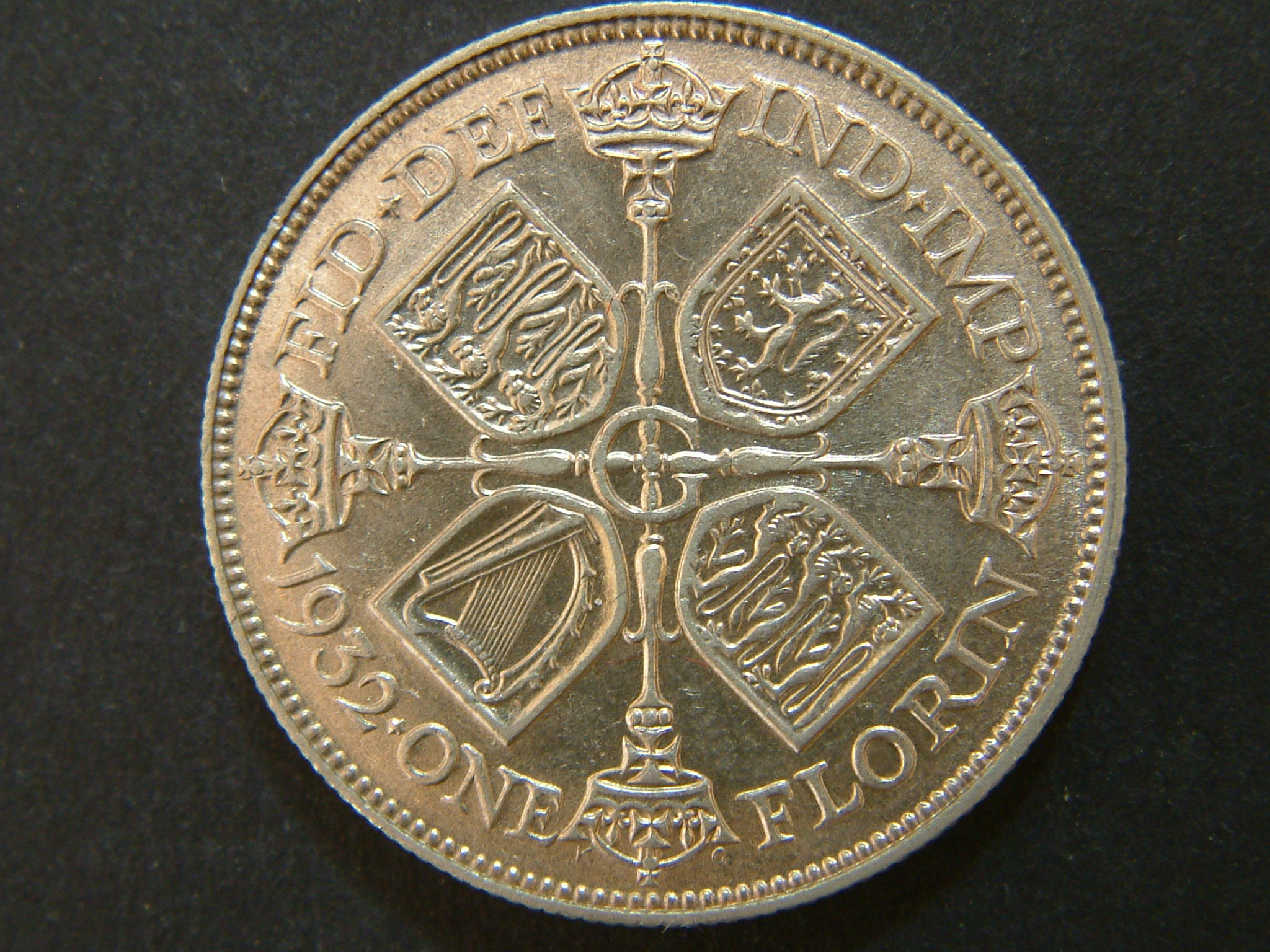
V. György király 1932-es florin ezüstérméjének hátoldala
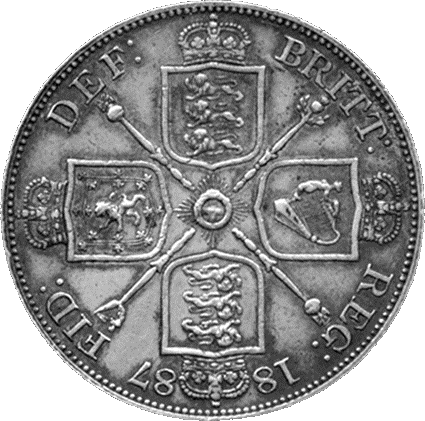
Viktória királynő 1887-es ezüst dupla florinjának hátoldala
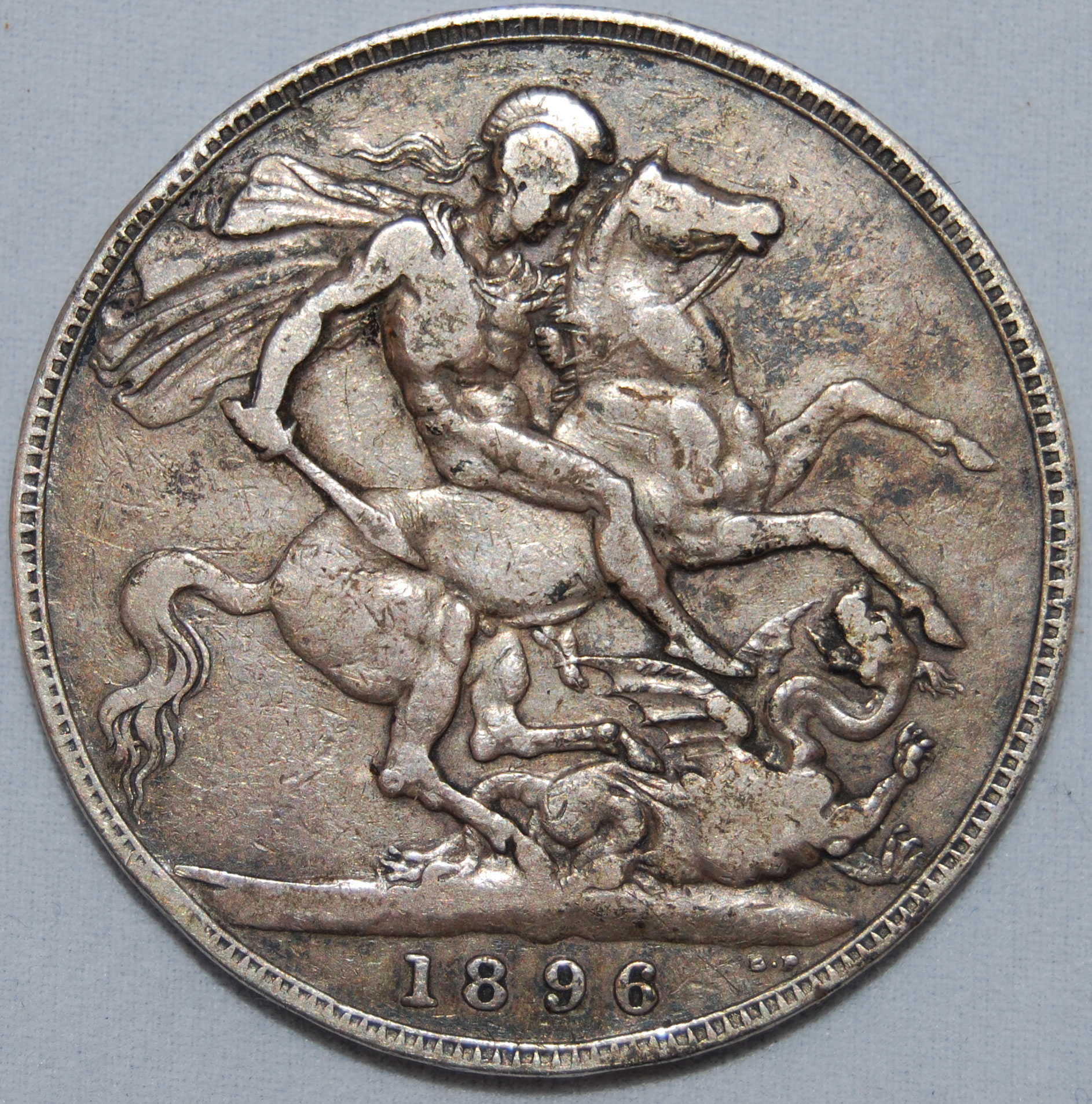
Viktória királynő 1896-os crown ezüstérméjének hátoldala
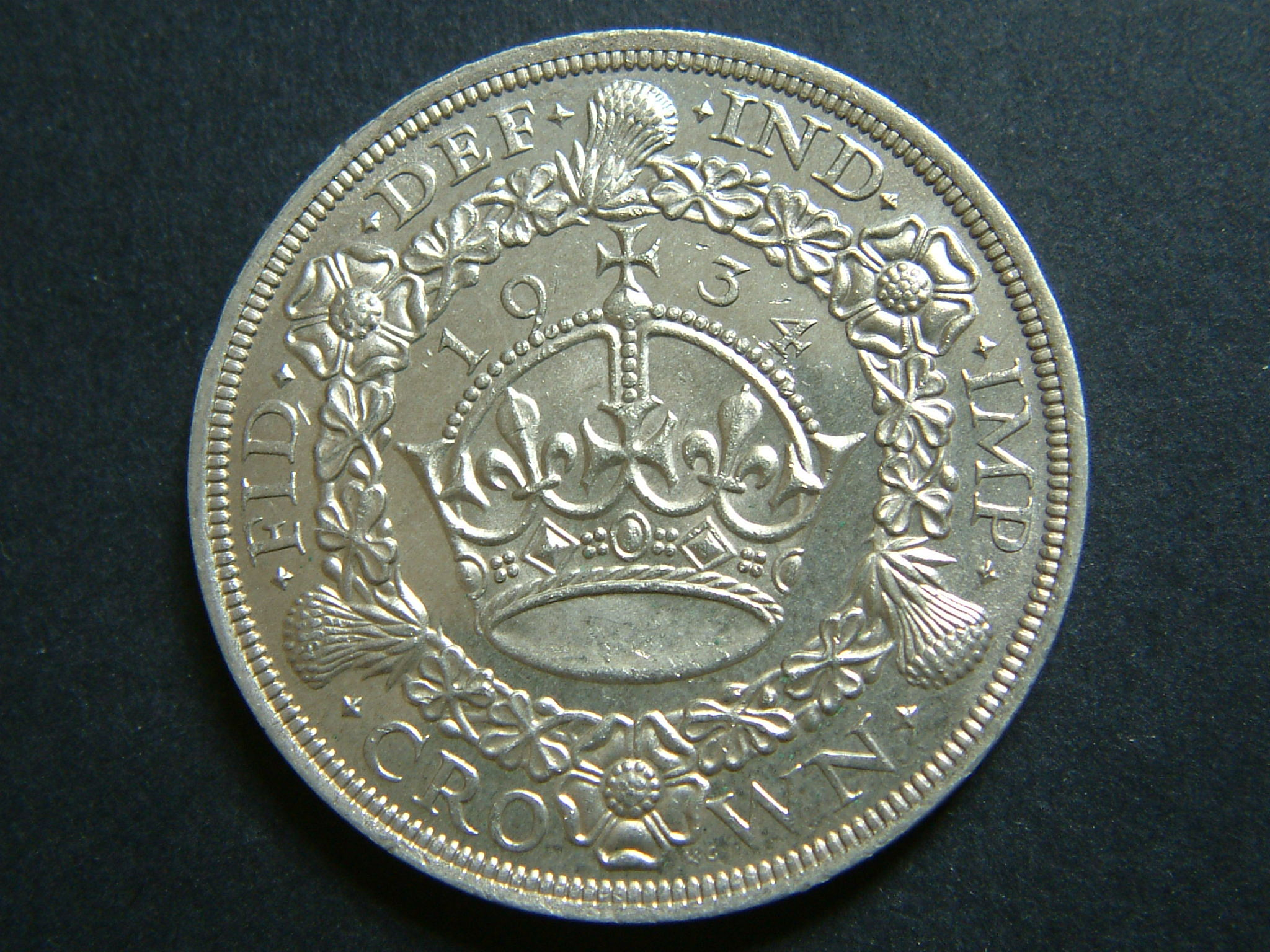
V. György király 1934-es ezüst crown érméjének hátoldala

#### Réznikkel veretek (1947-től)
- 3 penny
- 6 penny (sixpence)
- 1 shilling
- 2 shilling (= 1 florin)
- fél korona (half crown)
- korona (crown, amelyet a valutareform után egészen 1981-ig vertek 25 új penny értékben)

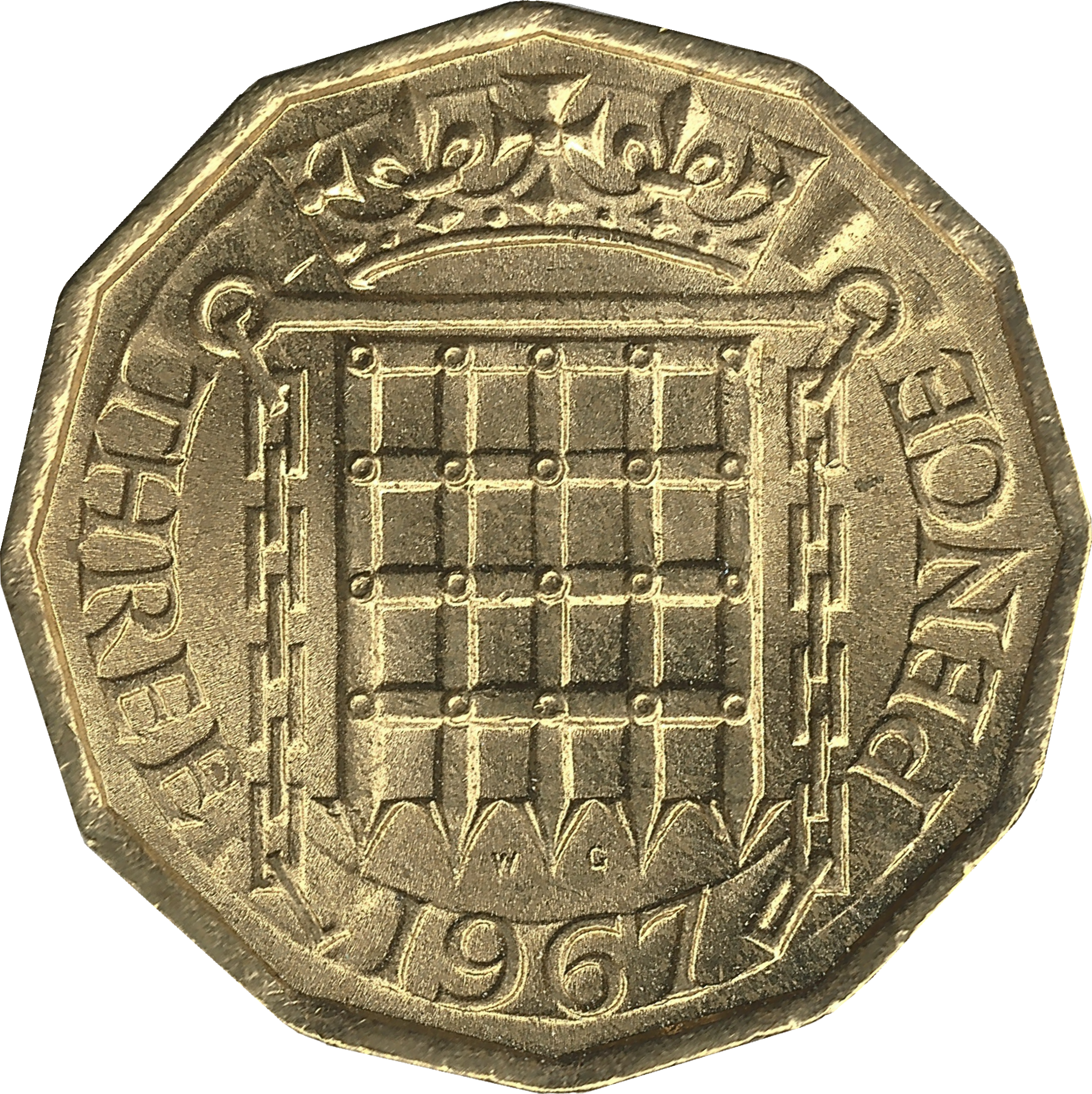
II. Erzsébet 1967-es 3 pennys érméje
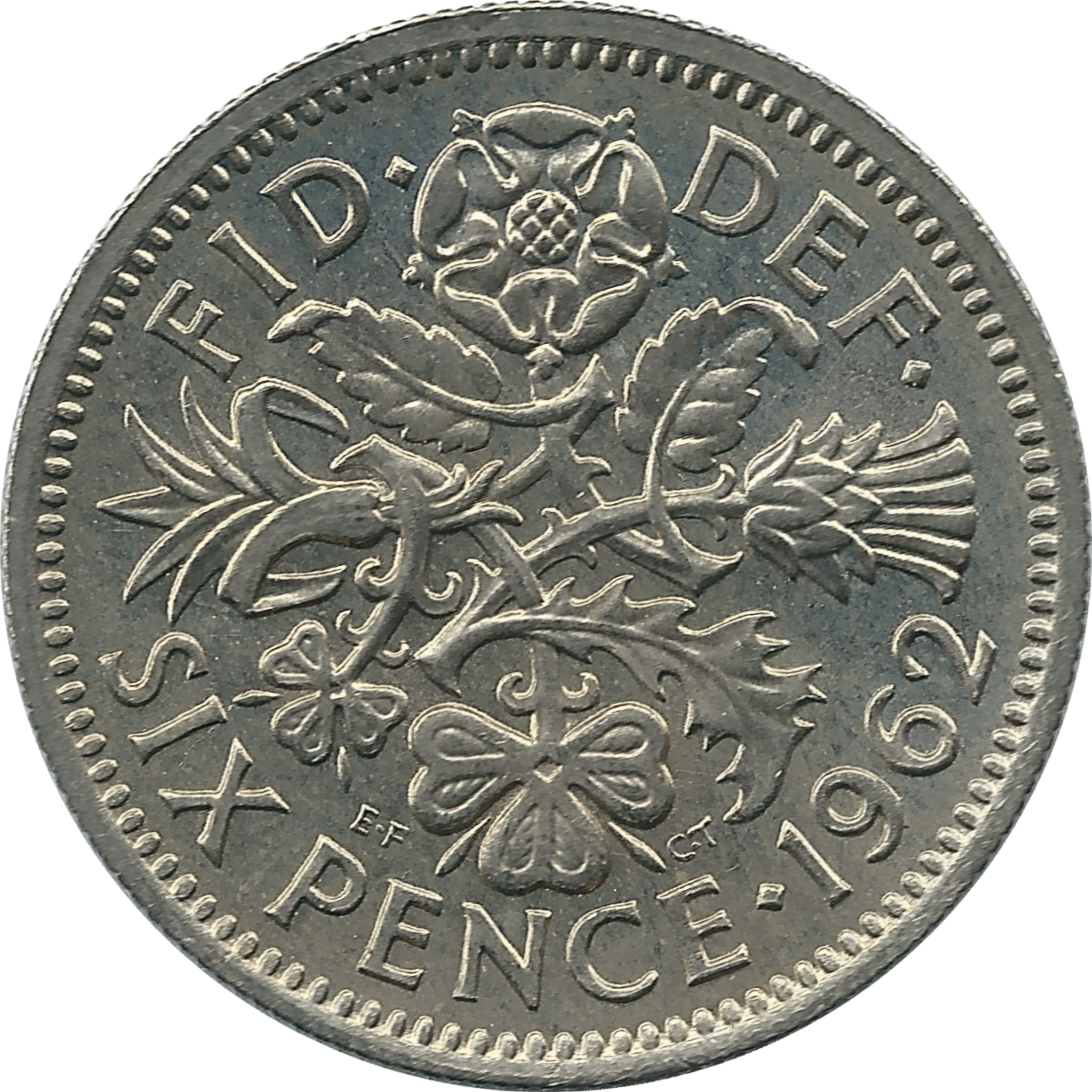
II. Erzsébet 1962-es 6 pennys érméje
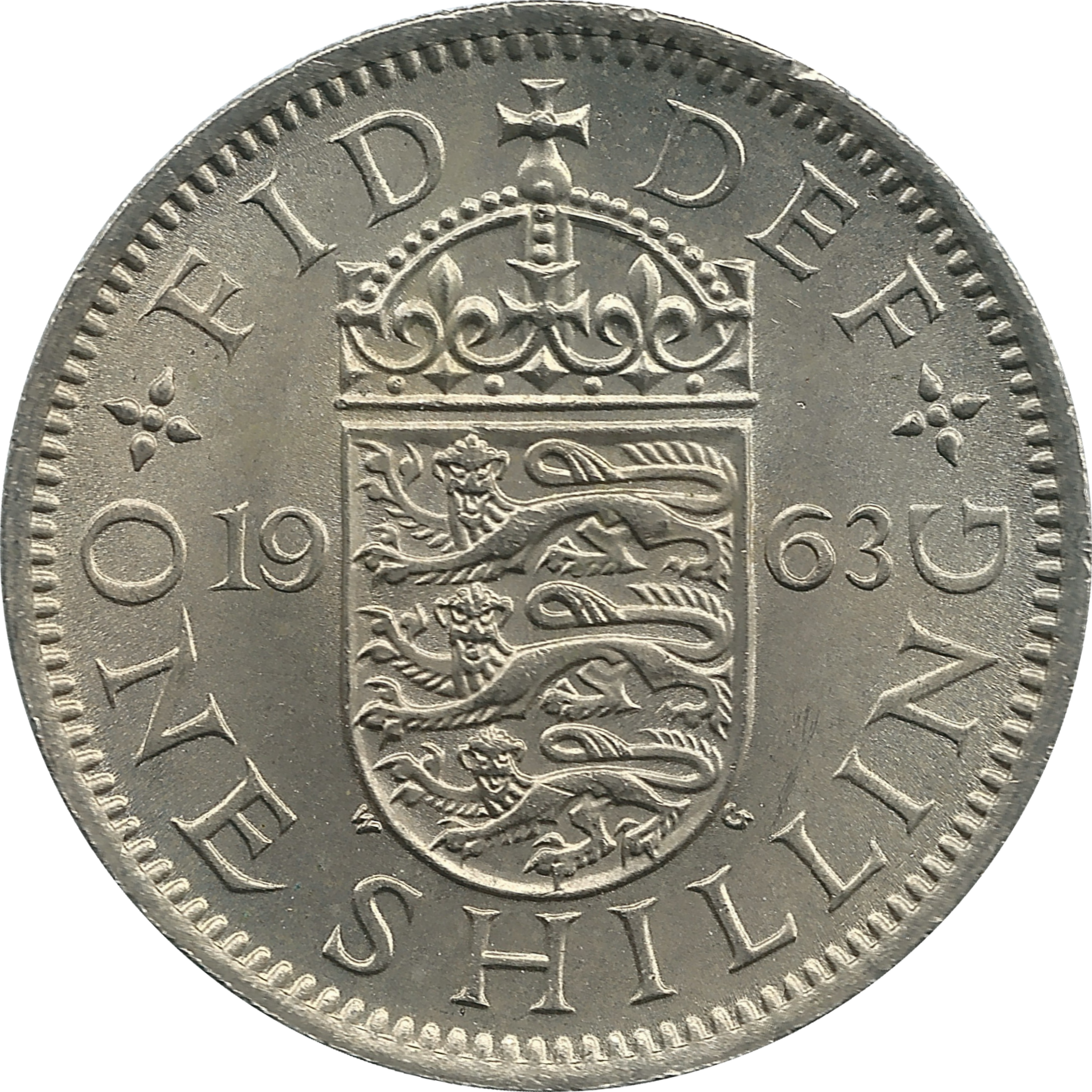
II. Erzsébet 1963-as angol címeres 1 shillinges érméje, kisebb számban skót címeres változatok is készültek
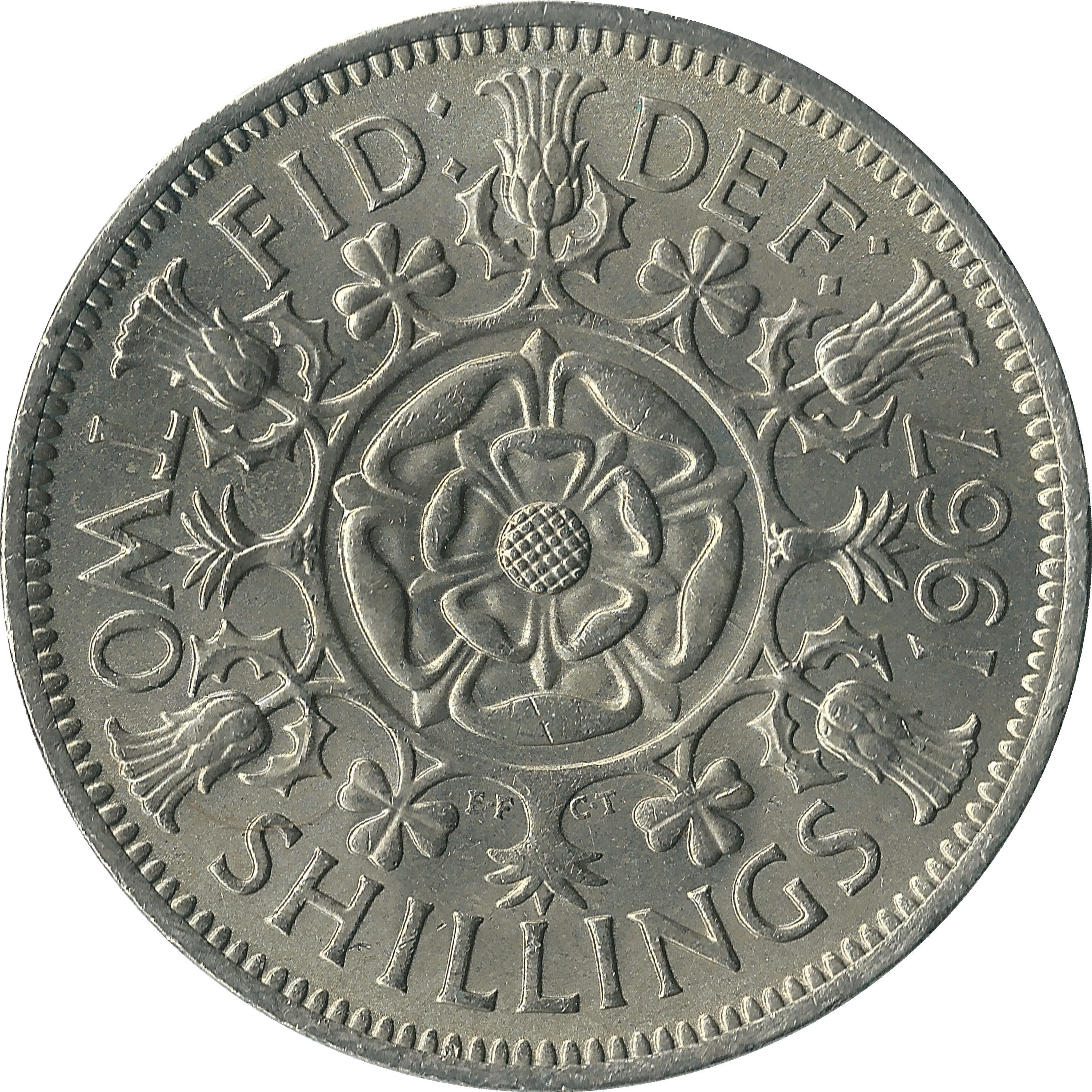
II. Erzsébet 1967-es 2 shillinges (florin) érméje
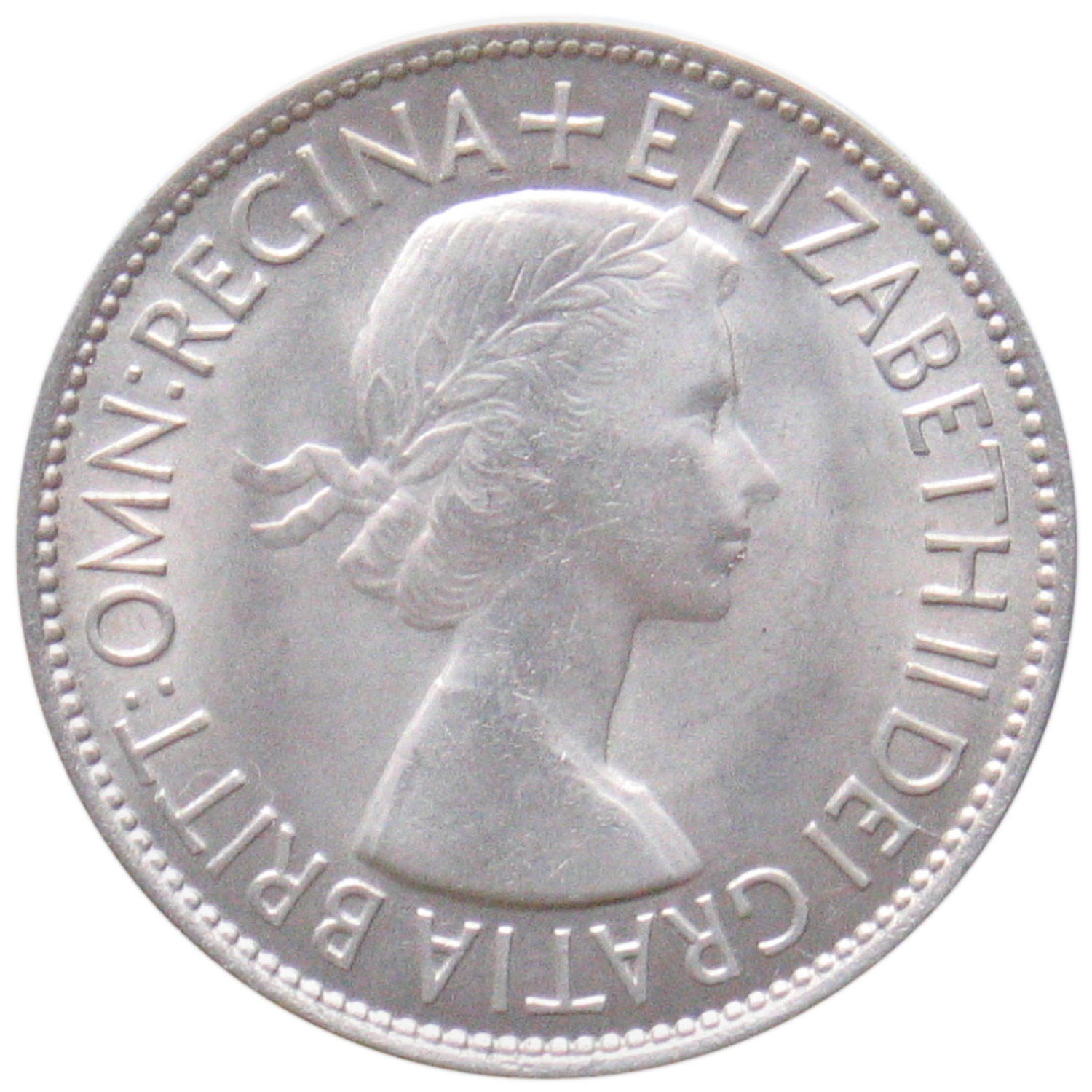
II. Erzsébet 1953-as fél koronás (half crown) érméjének előoldala a királynő Mary Gillick tervezte portréjával, ez az uralkodói képmás szerepelt 1953 és 1970 között a brit érméken
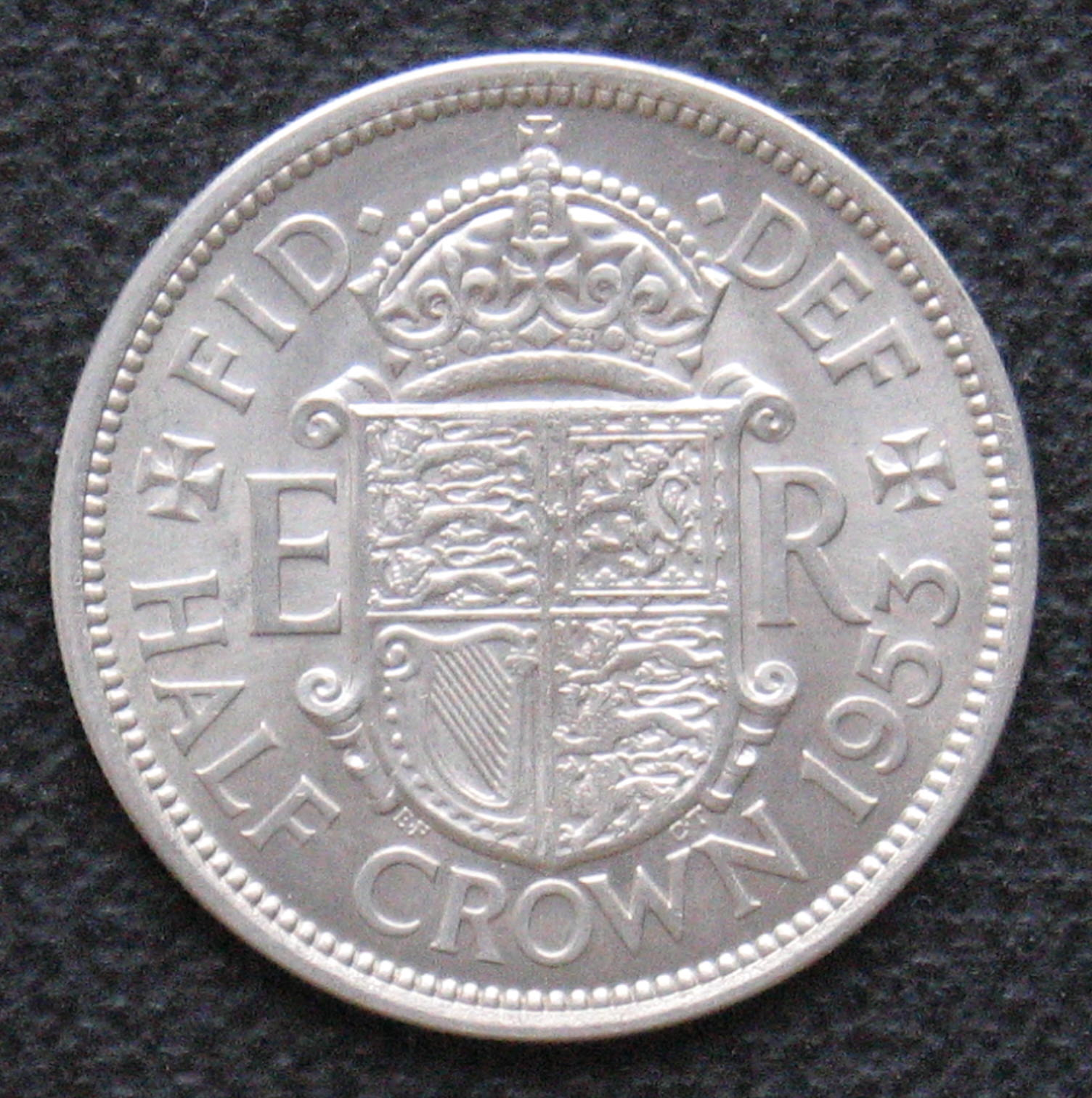
II. Erzsébet 1953-as fél koronás (half crown) érméjének hátoldala
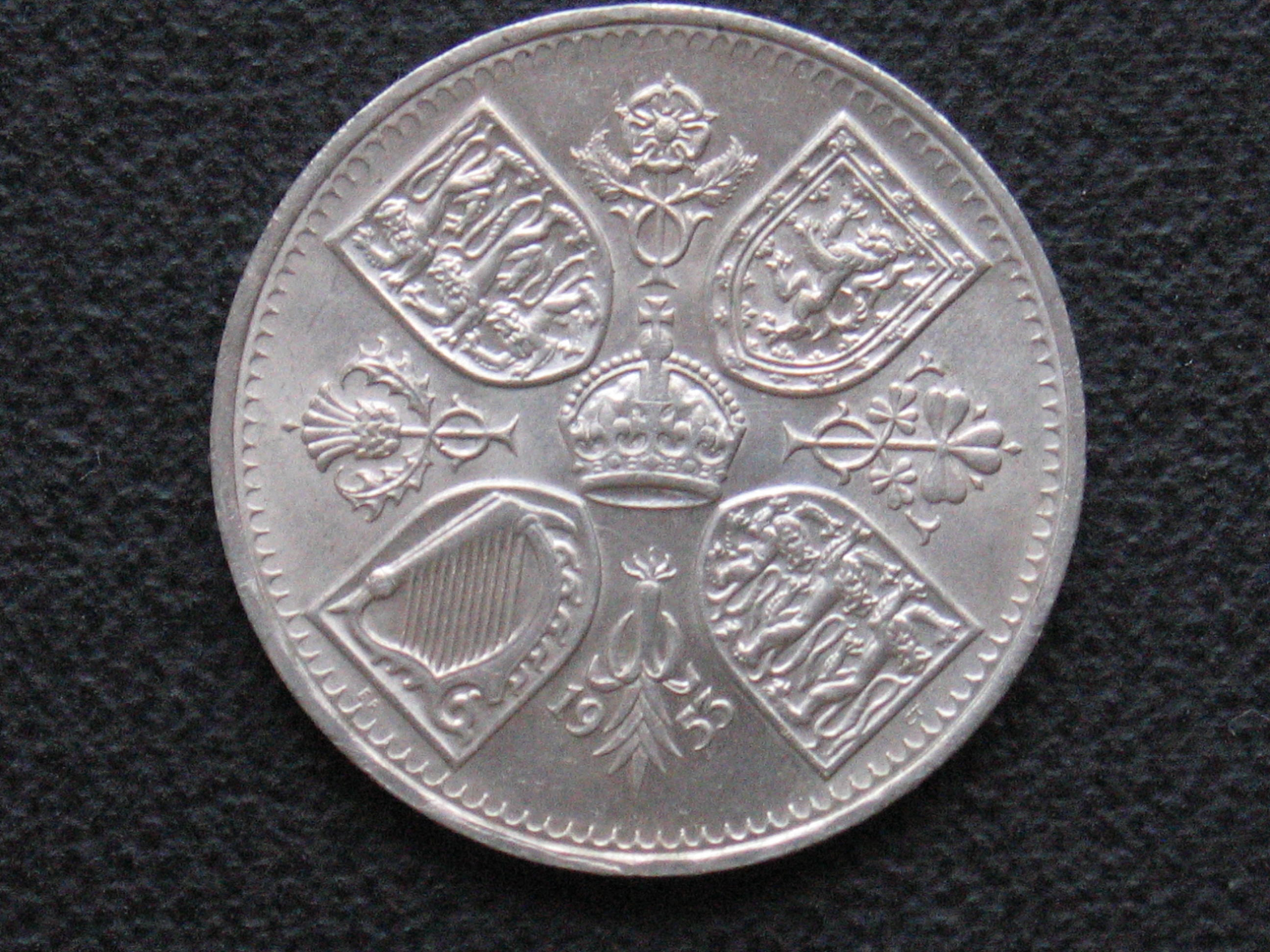
II. Erzsébet 1953-as koronázási emlék korona (crown) érméjének hátoldala

#### Aranyveretek (91,7% arany –  kibocsátásuk emlék-, illetve befektetőérmeként jelenleg is folyamatos)
- 1/2 sovereign
- 1 sovereign
- dupla sovereign (2 sovereign)
- 5 sovereign

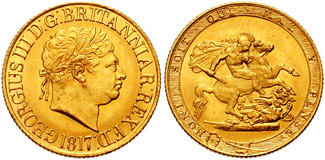
III. György király 1817-es sovereign érméje, hátoldalán Benedetto Pistrucci legendás sárkányölő Szent György ábrázolásával
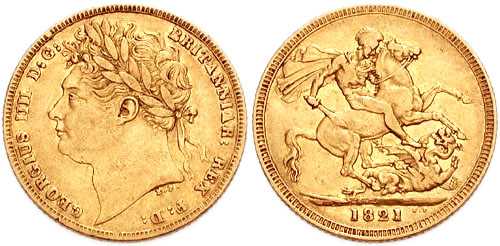
IV. György király 1821-es sovereign érméje, hátoldalán Benedetto Pistrucci legendás sárkányölő Szent György ábrázolásával
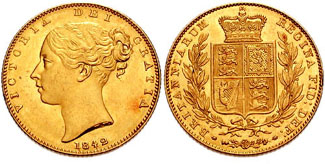
Viktória királynő 1842-es címeres sovereign érméje
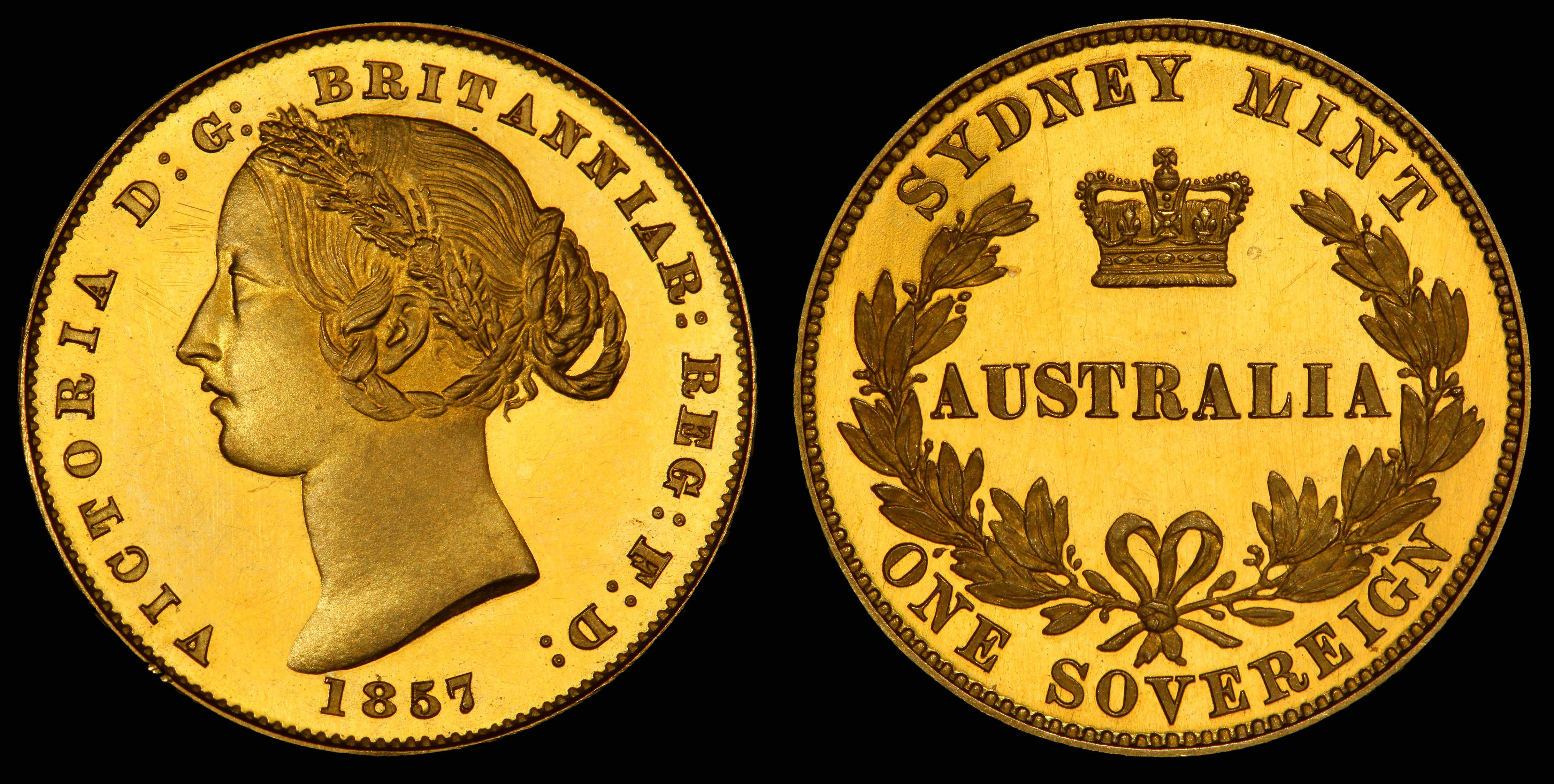
Viktória királynő 1857-es ausztráliai sovereign érméje
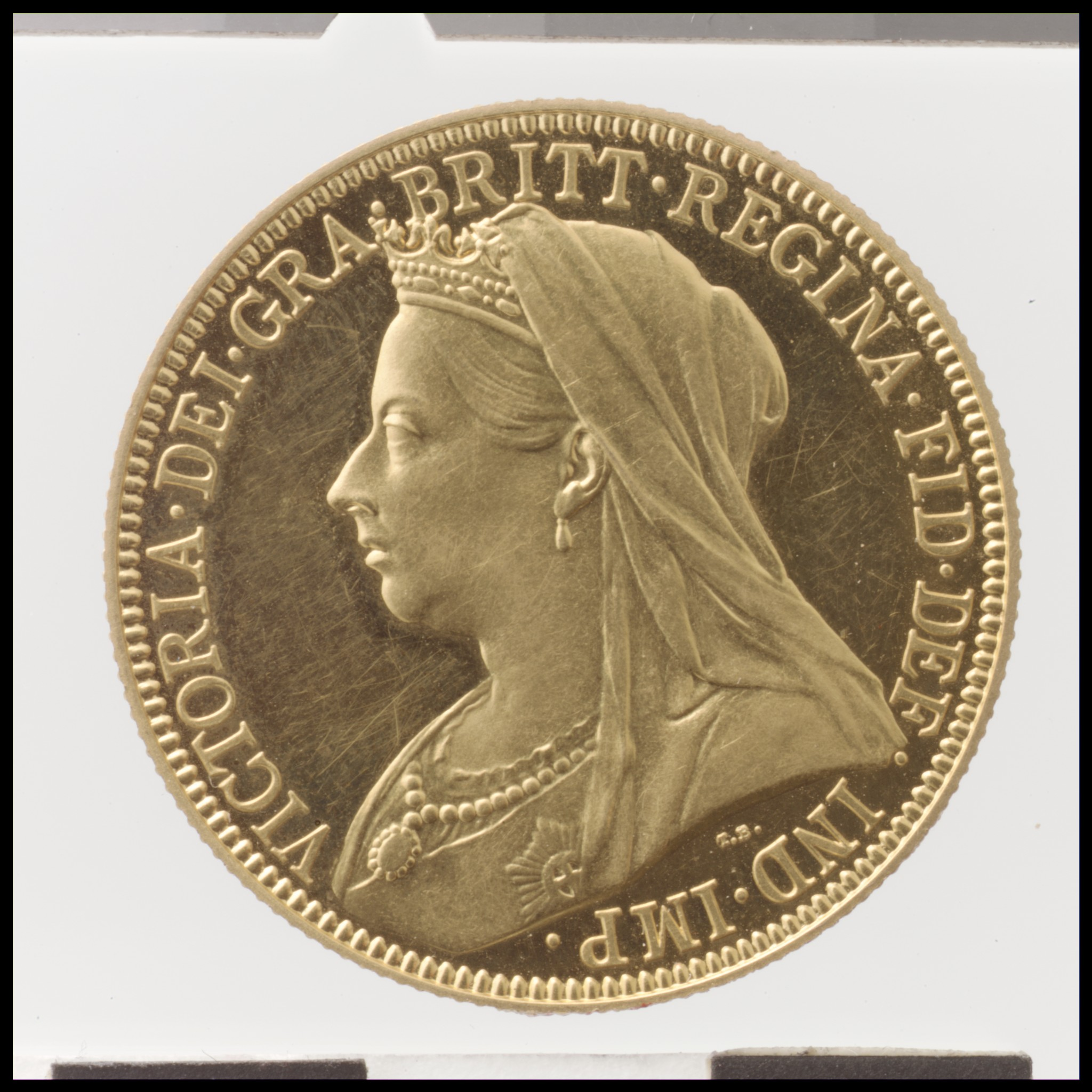
Viktória királynő 1893-as dupla sovereign érméjének előoldala az uralkodó fátyolos (veiled head) portréjával. Súlya 15,976 gramm, átmérője: 28,40 mm, finomság: .917 ezrelék (91,7%)
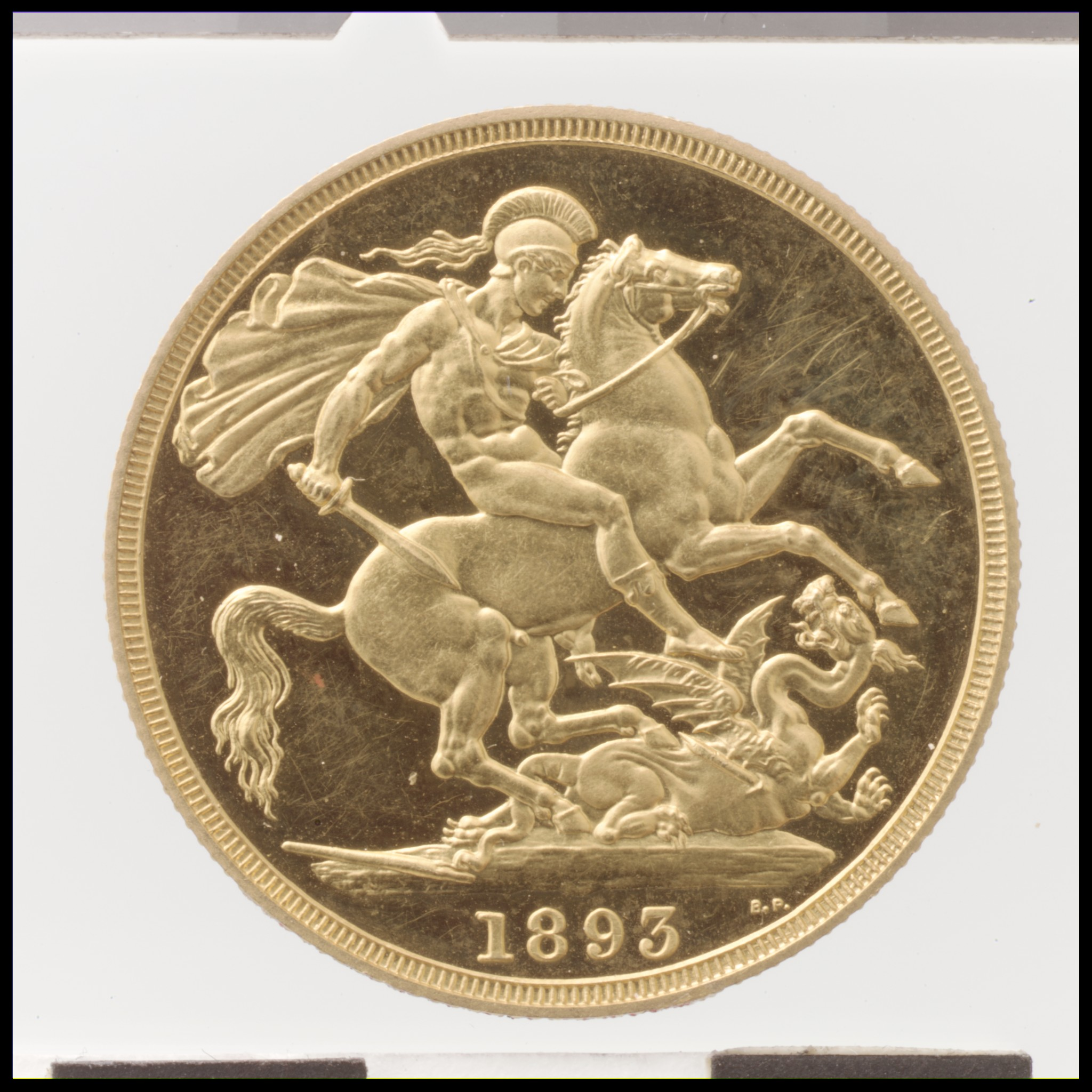
Viktória királynő 1893-as dupla sovereign érméjének hátoldala Benedetto Pistrucci legendás sárkányölő Szent György ábrázolásával
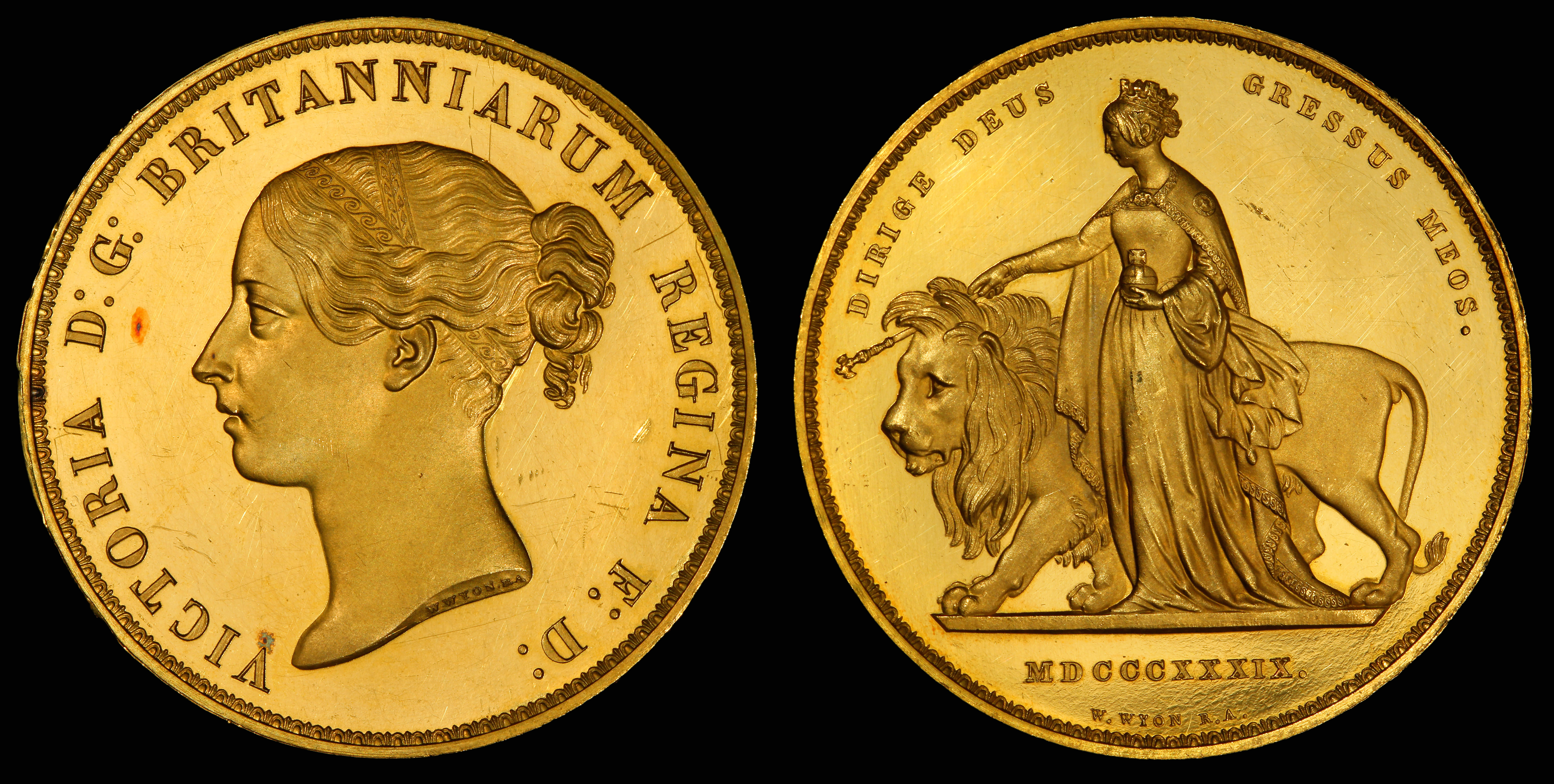
Viktória királynő legendás 1839-es brit Una and the Lion arany 5 sovereign érméje. Súlya 37.8 gramm, átmérője: 40 mm, finomság: .917 ezrelék (91,7%). Különlegessége, hogy a hagyományos előoldali portré mellett a hátlapon is a királynőt ábrázolta, egész alakban, a brit oroszlán társaságában

### 1971 után
A tízes számrendszerre történt áttérést követően a font egyetlen váltópénze a penny, ami az előbbinek századrészét éri. (1981-ig a fémpénzeken a "new pence" (új penny) felirat volt olvasható). A penny jele "p"; ennek következtében az 50p (£0.50) értékű árát "fifty pee"-nek, s nem "fifty pence"-nek (ötven pennynek) ejtették. Ez segítette az áttérést is a tízes számrendszerre történő átálláskor.

## Története
Miután az eurót bevezették, a font sterling lett a világon a legrégebb óta használt fizetőeszköz.

### Angolszászok
A sterling eredete egészen Merciai Offa uralkodásáig nyúlik vissza, aki bevezette az ezüstpennyt. Ezzel Nagy Károly frank király pénzrendszerét másolta le. Nagy Károly rendszerében 240 penny nyomott egy fontot. A font károlyi megfelelője a libra, míg a shillingé az a solidus volt, mely megfelelt 12d-nek. A penny bevezetésekor annak súlya 22,5 szemer tiszta ezüstöt tartalmazott. (Ez nagyjából 1,5 gramm). A penny gyorsan kezdett elterjedni más királyságokban is, és gyorsan teljesen elfogadott érmévé vált a mai Anglia területén.

### Középkor
A korai pennyket színezüstből verték. Minél tisztább volt az anyaga, annál többet ért. Azonban 1158-ban II. Henrik ennél gyengébb, 925-ös (92,5%-os tisztaságú) ezüstből kezdte veretni a pénzt. Ez lett a Tealby penny. Egészen a 20. századig ez volt az elfogadott finomság, s ezt a tisztaságot a valuta után ma is sterling ezüstnek nevezik. A sterling ezüst nehezebben kopott a tiszta (0,999-es tisztaságú) ezüstnél. Az angol érmék 1344-ig majdnem kizárólag csak ezüstből készültek. Ekkor vezették be a sikeressé váló aranyból vert noble-t, azonban 1816-ig továbbra is ezüstalapú pénz volt a sterling. V. Henrik (1413–1422) uralkodása idején lecsökkentették a penny tömegét. Először 15, majd 1464-től 12 gramm lett a törvényes fizetőeszköz.

### Tudorok
VIII. Henrik és VI. Eduárd uralkodása alatt az ezüstpenny gyorsan veszített értékéből. Azonban 1526-ban a fontot újraértékelték, innentől 5760 grain (kb. 373 gramm) ezüsttel volt egyenértékű. 1544-ben új ezüstpénzt hoztak forgalomba, melynek csupán egyharmad része volt ezüst, a többi réz. Így a pénz finomsága 333-as (avagy 33,3%-os) lett. A valóságban így fakóbb színű rézérmét hoztak forgalomba. 1552-ben új, sterling ezüstből vert ezüstérmét bocsátottak ki. Azonban a penny tömegét 8 grammra csökkentették, ami azt jelentette, hogy 370 gramm sterling ezüstből 60 shillinget tudtak verni. Ezt az ezüststandardot nevezték "60 shillinges szabvány"-nak. Egészen 1601-ig ezt a rendszert használták, mikor is a "62 shillinges szabvány" váltotta fel, ennek következtében a penny tömege 7 23⁄31 szemer lett. Ezen időszak alatt az aranyérme mérete és értéke is észrevehetően változott.

### Kiterjesztés Skóciára
1603-ban Anglia és Skócia egyaránt I. Jakab uralma alá került, azonban a kormányzat és a használatban lévő pénz nem egyesült, nem kerültek egy irányítás alá. A skót font kezdetben ugyanannyit ért, mint az angol font, azonban az idő előrehaladtával sokkal gyorsabban értékelték le. A végén 12 skót font ért egy font sterlinget, s ezen az árfolyamon rögzítették az átváltást. 1707-ben, mikor a két királyság egyesülésével létrejött Nagy-Britannia (Egyesült) Királysága, ezen az értéken cserélték be skót fontot font sterlingre.

### Nem hivatalos aranystandard
1663-ban egy új aranypénzt, a 22 karátos guinea-t vezették be. Súlyértékét 1670-től 44½ troy fontban (16,465 kilogrammban) állapították meg. Az érme értéke egészen 1717-ig ingadozott, mikor is 21 shillingben (1,05 fontban) rögzítették. Azonban Isaac Newtonnak, a pénzverde igazgatójának erőfeszítései ellenére – mely a guinea-nek a leértékelésére irányult, azzal az indokkal, hogy a többi európai országhoz képest az aranynak túlértékelt az ezüsthöz – nem változtattak az árfolyamon. A brit kereskedők az árukat ezüstért cserébe küldtek külföldre, míg az importért arannyal fizettek. Ennek hatására az ezüst be-, az arany pedig kiáramlott, s ennek olyan volt a hatása, mintha Nagy-Britannia áttért volna az aranystandardra. Mindezen felül a végén már hiány mutatkozott az ezüstérmékből.

### Egy modern valuta megalapítása
1694-ben megalapították a Bank of Englandet, rá egy évvel pedig a Bank of Scotlandet. Mindkettő elkezdett papírpénzt kibocsátani, ám 1707-et követően a Bank of Englandénak megnőtt a jelentősége. A felkelések és a napóleoni háborúk alatt a Bank of England pénzei váltak törvényes fizetőeszközzé, s árfolyama az aranyhoz képest változott. A Bank ezen felül ezüstzsetonokat is kibocsátott, hogy csökkentse az ezüsthiányt.

### Az aranystandard
1816-ban hivatalosan is áttértek az aranystandardra, Az ezüstből készült érmék értékét 66%-ra csökkentették, és az ezüstérmék helyett zsetonokat kezdtek el kiadni, melyek súlya és értéke között nem volt egyenes arányosság. 1817-ben bevezették a sovereign-t. Huszonkét karátos (91,7%-os) aranyból verték,7.98805 g súlyban, és az aranystandard érintetlenül hagyása mellett a guinea helyébe lépett. 1825-ben az 1801 óta a sterlinghez rögzített ír fontot az addigi rögzített árfolyamon: (13 ír font = 12 font sterling) átváltották.
A 19. század folyamán és a 20. század elején számos más ország is áttért az aranystandard használatára. Ennek hatására az egyes valuták közötti váltóárfolyamot azok aranytartalma határozta meg. 1 font sterling 4,85 amerikai dollárt, 4,89 kanadai dollárt, 25,22 francia frankot (és ugyanennyi, a Latin Monetáris Unióhoz tartozó más valutát), 20,43 német aranymárkát vagy 24,02 osztrák–magyar koronát ért. Az 1865-ös Párizsi Nemzetközi Monetáris Konferenciát követően elkezdtek az Egyesült Királyságnak a Latin Monetáris Unióhoz történő csatlakozásáról vitatkozni, melynek a végén egy királyi döntés oldotta meg a kérdést. E döntés szerint az ország nem csatlakozott az Unióhoz.
Az I. világháború idején a Bank of England felfüggesztette az aranystandard használatát, és Őfelsége Kincstára (His Majesty's Treasury) által, V. György király portréjával kibocsátott 10 shillinges és 1 fontos államjegyek (gyakorlatilag ígérvények) és a Bank of England bankjegyei (5, 10, 20, 50, 100, 200, 500, 1000 font címletekben) töltötték be a hivatalos fizetőeszköz szerepét. A háborút megelőzően az Egyesült Királyságé volt a világ egyik legerősebb gazdasága, mely a világ tengerentúli befektetéseinek 40%-át birtokolta. A háború végére azonban eladósodott (legfőképpen az Egyesült Államokkal szemben), s ennek következtében a kormányzati kiadások 40%-a a kölcsön után fizetendő kamatkiadásokra ment el. 1925-ben, a stabilitás biztosítása érdekében az aranystandard egy módosított formáját vezették be. Ennek értelmében a fontot a háború előtti árfolyamon az aranyhoz rögzítették, azonban az emberek csak aranyrudakra, s nem érmékre cserélhették be papírpénzeiket. A nagy gazdasági világválság hatására ezt 1931. szeptember 21-én eltörölték, s ennek következtében a sterling rögtön 25%-ot veszített értékéből.

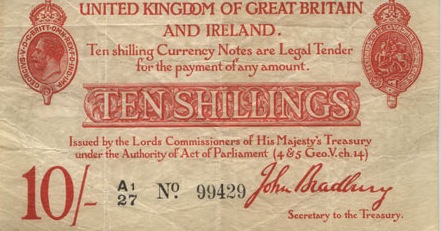
Őfelsége Kincstára (His Majesty's Treasury) által kibocsátott 10 shillinges (1/2 font sterling) államjegy V. György portréjával
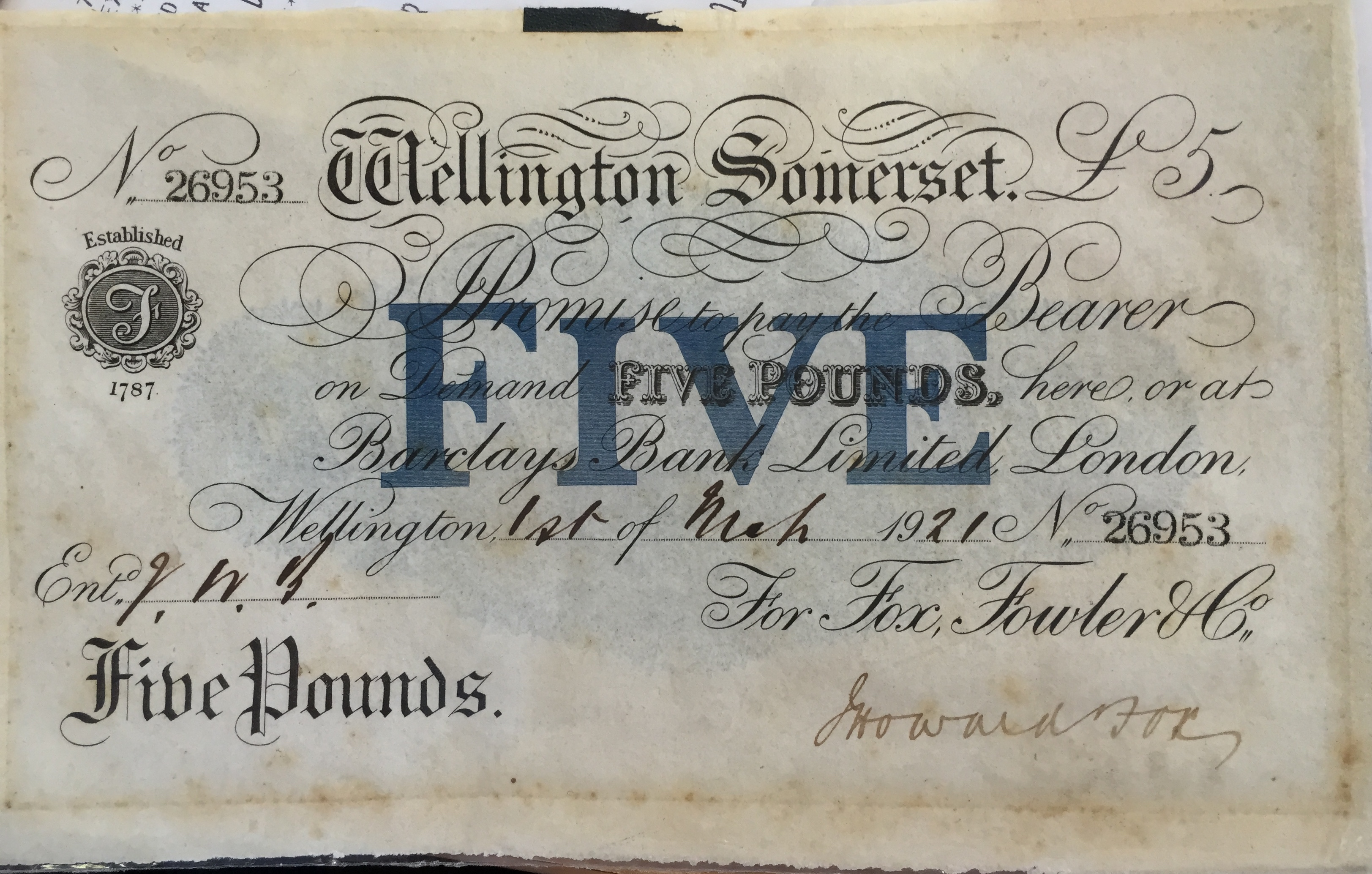
A Fox, Fowler, and Company nevű angol kereskedelmi pénzintézet 1921-es 5 fontos bankjegye. A Fox, Fowler, and Company volt az utolsó, egészen 1921-ig bankjegykibocsátási joggal rendelkező angol magánbank

### Használata a Birodalomban
A sterlinget a Brit Birodalom nagy részén használták. Egyes helyeken helyi pénzzel együtt volt forgalomban. Például az aranyból készült sovereign a kanadai dollár használata ellenére hivatalos fizetőeszköz volt. Számos gyarmat és domínium sajátjának ismerte el a fontot. Ezek közé tartozott Ausztrália, Barbados, Brit Nyugat-Afrika, Ciprus, a Fidzsi-szigetek, az Ír Szabadállam, Jamaica, Új-Zéland, Dél-Afrika és Dél-Rhodézia. Néhányan létezésük alatt végig megtartották a paritásos árfolyamot a sterlinggel, (például a dél-afrikai font), mások azonban az aranystandard végeztével eltért a paritásos árfolyamtól (például az ausztrál font). Ezek és más, a sterlinghez kötött valutájú országok alkották a sterlingövezetet.

### Bretton Woods
Egy 1940-ben, az USA-val kötött megállapodás alapján 4,03 dollár = 1 font szinten rögzítették a dollár árfolyamát. Ez érintetlenül fennmaradt a második világháború alatt végig, s ezt az árfolyamot rögzítették a Bretton Woods-i rendszerben is. A folyamatos gazdasági nyomás hatására több hónapos cáfolatot követően a brit kormány 1949. szeptember 14-én 30%-kal leértékelte a fontot, s ezt követően 1 fontért csak 2,8 dollárt kellett adni. Ennek hatására több más valuta is vesztett a dollárral szemben értékéből.
Az 1960-as években a magas dollárátváltási árfolyam miatt a font ismét nyomás alá került. 1966 nyarán a font árfolyamának a devizapiacon érzékelt esése hatására Wilson kormánya kibővítette az árfolyamsávot. A megszorítások közé tartozott az is, hogy a turisták fejenként legfeljebb 50 fontot vihettek magukkal külföldre. Ezt a korlátozást 1979-ben törölték el. A fontot 1967. november 18-án ismét leértékelték, ekkor 2,4 dollár ért egy font sterlinget.

### Decimalizálás
1971. február 15-én az Egyesült Királyság áttért a tízes számrendszer használatára a pénzrendszerben, és a shilling valamint a penny helyett bevezette az egyetlen új váltópénzt, az új pennyt. Az "új" szót 1981-től elhagyták az érméken.

### A szabadon lebegő font
1971. augusztustól, a Breton Woods-i rendszer összeomlásától kezdve a font lebegő valuta. A rögzített 2,42 USD árfolyamról kezdetben kissé erősödött, 1972. márciusban értéke 2,62 USD volt. Ugyanekkor elbomlott a sterling övezet, melynek tagjai a dollárhoz vagy a fonthoz kötött lebegő árfolyamrendszerre tértek át.

### Az 1976-os sterlingválság
1976-ban James Callaghan került hatalomra. Már a kezdettkor is hatalmas gazdasági problémákkal kellett szembe néznie. A pénzügyi piacokon egyre inkább fogyott a sterlingbe vetett bizalom. Az Egyesült Királyság nem tudta egyensúlyba hozni pénzügyi mérlegeit, ezzel egyidejűleg a Munkáspárt nagy volumenű kiadások mellett kötelezte el magát. Callagham szerint ennek három eredménye lehetett: az egyik szerint drasztikusan csökken a sterling értéke, egy annyira leromlott gazdaság, melyet a nemzetközi környezet már nem fogadna el, vagy pedig meg kellene állapodni a kulcsfontosságú szövetségesekkel, hogy a fájdalmas gazdasági reformok beindításáig segítsenek font talpon maradásában. 1976 végére egy font értéke 1,60 USD alá süllyedt.

### 1980-as évek
1979-ben a konzervatívok vették át az ország irányítását. Takarékos fiskális politikát hirdettek. Rögtön megugrott a font értéke. 1 GBP 2,4 USD-vel lett egyenértékű. A pénzkínálat tervezett mértékű bővülését a kamatok emelkedésével akarták elérni. Ez volt az akkori monetarista gazdaságpolitika legfőbb mozgatórugója. A magas árfolyamot szokták okolni az 1981-es recesszió kirobbanásáért. 1980 után a font értéke elkezdett meredeken csökkenni. Legalacsonyabb értékét 1985 februárjában érte el. Ekkor egy fontért csak 1,05 dollárt adtak. 1989 decemberéig valamelyest erősödött, ekkor 1,7 dollárt kellett adni egy szigetországi fontért.

### A német márkához rögzítve
1988-ban Margaret Thatcher pénzügyminisztere, Nigel Lawson úgy döntött, hogy a fontnak a német márka árfolyammozgását kell követnie. Ennek nem várt következménye a gazdaságban tapasztalható gyors infláció és a túlságosan alacsony kamatok lettek. (Ideológiai okokból a konzervatív kormány nem használta a rendelkezésére álló, ettől eltérő mechanizmusokat a hitelek növekedésének megállításához.)

### Az ECU követése
1990. október 8-án a konzervatív kormány az ERM-hez történő csatlakozás mellett döntött. Ekkor a font árfolyamát 2,95-ös átváltási aránnyal a német márkához rögzítették; amelyet többen kritizáltak az arány nagysága miatt. 1992. szeptember 16-án fekete szerdán, az ország gazdasági teljesítménye nem tette lehetővé ennek az aránynak a fenntartását, és kénytelen volt kilépni a mechanizmusból. Soros György ekkor keresett majdnem 1 milliárd dollárt a font shortolásával.
Fekete szerdán az addigi 10%-os kamatok 15%-ra emelkedtek. Ekkor esett a font az ERM által meghatározott árfolyamsáv alá. Ekkor egy fontért 2,20 márkát adtak. Az alacsonyabb GBP/DM átváltási árfolyam támogatói azzal védekeztek, hogy az olcsóbb font élénkíti az exportot, és az 1990-es évek gazdasági fellendüléséhez is hozzájárult. 2005 eleje óta a £/€ átváltási árfolyam visszatért egy nagyjából £1.00:€1.46 átlagos átváltási árfolyami szintre, mely megegyezik a 2,85 DM-es árfolyammal.

### Inflációs célkövetés
1997-ben az újonnan megválasztott munkáspárti kormány átadta a kamatok napi szintű figyelését a Bank of Englandnek. Ezt a részpolitikát addig a liberális demokraták felügyelték. Most a bank saját maga felelős a napi alapkamat meghatározásáért. Ennek során azt kell elsődlegesen szem előtt tartani, hogy a fogyasztói árindex 2% körül maradjon. A célértékhez képest az infláció mértékének az egy százalékpontos sávon belül kell maradnia. Ha ennél nagyobb eltérés mutatkozik, a Bank of England kormányzója nyílt levelet intéz a pénzügyminiszterhez, melyben leírja a céltól történt eltérés okát, s azokat az intézkedéseket, melyeket a 2%-os célhoz történő visszatérés érdekében kíván megtenni. A 2007. április 17-én közölt fogyasztói árindex 3,1% volt (ekkor a kereskedelmi árindex értéke 4,8%-os értéket vett fel). Ennek megfelelően – első alkalommal az inflációs célkövetés bevezetése óta – a bank vezetőjének levelet kellett írnia a pénzügyminiszternek, melyben részleteznie kellett a tervezett kiigazító intézkedéseket.

### Az euró bevezetése után
Az Európai Unió hajdani tagjaként az Egyesült Királyság is bevezethette volna törvényes fizetőeszközként az eurót. Azonban ez a kérdés az euróövezet elődjébe, az Európai Monetáris Rendszerbe történt belépésnél (lásd feljebb) megválasztott rossz átváltási árfolyam miatt még sokáig politikai viták tárgya maradt. Mikor a pénzügyminiszter úgy nyilatkozott, hogy a valutaövezethez történő csatlakozást a belátható jövőben nem tartotta valószínűnek, erre Gordon Brown miniszterelnök azt válaszolta, hogy mind Britanniának, mind Európának ez a legmegfelelőbb döntés.
Tony Blair volt miniszterelnök kormánya elkötelezte magát a kérdésben kiírandó népszavazás mellett. Ezen arról kellett volna döntenie a lakosságnak, hogy a két terület megfelel-e egymásnak az öt gazdasági teszt alapján. Mielőtt az Egyesült Királyság bevezethette volna az eurót, ezen a belső próbán kívül meg kell felelnie az EU konvergenciakritériumainak (maastrichti kritériumok) is. A 2000-es évek közepén az ország éves kormányzati deficitjének a GDP meghatározott hányadánál magasabb a mértéke. 2005 februárjában a brit állampolgárok 55%-a a valuta bevezetése ellen volt, s a lakosság 30%-a szimpatizált az elképzeléssel. A font feladása azért okoz ekkora vitákat az országban, mert a brit szuverenitás egyik jelképének számít, és mivel a kritikusok véleménye szerint az optimálisnál alacsonyabb kamatokhoz vezetett volna, ami pedig rosszat tenne a brit gazdaságnak. A BBC által 1000 ember megkérdezésével 2008 decemberében végzett felmérés eredménye az lett, hogy a megkérdezettek 71%-a ellenezné, 23%-a támogatná, hogy az ország az egységes valutaövezethez tartozzék. A válaszadók 6%-a bizonytalan ebben a kérdésben.
A font az euró létrehozását követően nem lépett be az ERM második szakaszába. Dániának és az Egyesült Királyságnak egyedi, az euróövezeten kívülmaradási joga van. A valóságban majdnem az összes többi EU-tagállam csatlakozott az euróövezethez.
A Skót Konzervatív Párt úgy véli, az euró bevezetésének hatására megszűnnének a külön skót bankjegyek, mivel az Európai Központi Bank nem engedélyezi nemzeti vagy regionális bankjegyek forgalomba hozatalát. A Skót Nemzeti Párt nem tekinti ezt meghatározó témának, mivel a független Skóciának önálló, megkülönböztethető érméi lennének. Ennek a pártnak programpontjai között megtalálható az euró bevezetése.
2008. január 1-jén az önálló jogokkal is rendelkező ciprusi terület, Akrotíri és Dekélia is a sziget többi részével egy időben kezdte el használni a közös pénzt.

### Jelenlegi értéke
Bár a font és az euró nincsenek egymáshoz rögzítve, gyakran megfigyelhető, hogy a két valuta árfolyama együtt mozog. Ez a korreláció azonban 2006 közepén gyengült. Az inflációs félelmek miatt a Bank of England 2006 végén és 2007-ben kamatot emelt, melynek következtében 2003 januárja óta ekkor lett a legerősebb az euróval szemben. Ennek hatása volt más árfolyamokra is, így például a dollárral szemben 15 év alatt a legmagasabb, 1 font = 2 dollár árfolyamot érte el. Erre 1992 óta nem volt példa. Azóta a font a világ más valutáihoz hasonlóan tovább erősödik a dollárhoz képest, és 2007. november 7-én 26 éves csúcson, 2,11610 dolláron kereskedtek a brit fizetőeszközzel. Azonban 2007 vége óta a font az euróhoz viszonyítva jelentős mértékben gyengül, bár nem olyan meredek ez a gyengülés, mint ami a dollár esetén megfigyelhető. Ennek eredményeképp 2008 áprilisában 24 év óta először esett a valuta jegyzése az 1,25 eurós szint alá.
2009–2013 között az árfolyam 1,05–1,30 eurós szinten mozgott.

### Bankközi hitelkönnyítés
2009. március 5-én a Bank of England bejelentette, hogy a pénzügyi piaci feltételek könnyítésével 75 milliárd fontnyi új tőkét pumpál a brit gazdaság vérkeringésébe. Az Egyesült királyság történetében ekkor alkalmazták először ezt az eljárást. Mervyn King, a Bank igazgatója rögtön bejelentette, hogy nem akarnak kísérletezni a pénzügyi piacokon.
A folyamat alatt a BoE saját hatáskörében teremtett pénzt, melyekkel kormányzati kötvényeket, banki hiteleket és jelzáloghiteleket vásárolt meg a piacon. A kezdeti elképzelések szerint a folyamat során a bank új bankjegyeket bocsátott volna ki, azonban végül csak számlapénz jött létre, ami így nem került ki a mindennapi forgalomba. Az eredetileg tervezett összegnek a duplájára, 150 milliárd font kibocsátására kapott a bank engedélyt Alistair Darling pénzügyminisztertől. A három hónaposra tervezett folyamat végeredményét csak hosszú távon lehetett érzékelni.
A BoE bejelentése szerint az intézkedés célja az infláció 2% fölött tartása volt. Mervyn King, a bank igazgatója szerint nem volt erre más megoldás. A jegybanki alapkamat mértéke akkor történelmi mélyponton, 0,5%-on állt. Nagyon valószínűtlennek tartotta, hogy ezt a szintet tovább csökkentsék.
2016 októberében az amerikai dollárral szemben 31 éves mélypontra került a font sterling.

## Érmék

### A decimalizálás előtt
A VIII–13. század között az ezüstpenny volt a meghatározó, és gyakran az egyedüli, forgalomban lévő érme. Bár néha használták a penny váltópénzeit is (lásd farthing és félpennys), a kisebb értékek kiegyenlítésekor gyakran szedtek egy pennyt két vagy több egyenlő, kisebb részre. Nagyon ritkán vertek aranypénzt. Ezek értéke 20 ezüstpennyével egyezett meg. 1279-ben bevezették a 44 ezüstpenny értékű groatot, majd 1344-ben a fél groatot. Ugyanebben az évben került sor a 6/8 értékű noble bevezetésére, mely a sikertelen florint váltotta fel. Ekkor került forgalomba és fél- és negyednoble is. Az 1464-es reformok során mind az arany-, mind az ezüstpénzek értékét csökkentették, A noble súlya változatlan maradt, értéke azonban 10-re nőtt, s bevezették a régi noble névértékén az új, angel nevű érmét.
VII. Henrik uralkodása idején, 1487-ben vezették be a shillinget majd ezt követően sovereign néven 1489.ben a fontot. 1526-ban számos új névértéken, néven bocsátottak ki aranyérméket. Ezek közé tartozott a korona és a félkorona. Ezek értéke 5 és 2/6 volt. VIII. Henrik (1509-1547) uralkodása idején nagymértékű leértékelés zajlott le, ami tovább folytatódott VI. Eduárd idején (1547-1553) is.Ezt 1552-ben abbahagyták, és úkój, ezüstből vert érmesorozatot bocsátottak ki. Ezek közé tartozott az 1d, a 2d, a 3d, 4d, 6d, 1/-, 2/6, 5/- címletek. I. Erzsébet uralkodása alatt (1558-1603) vezették be az ezüstből készült ¾d és 1½d címletű érméket. Ezek a névértékek nem bizonyultak hosszú életűnek. Az aranyérmék közé tartozott a félkorona, a korona, az angel, a félsovereign és a sovereign. Szintén Erzsébet uralkodása alatt került sor az első, lovat ábrázoló, recézett szélű érme kibocsátására.
Mikor VI. Jakab skót király került az angol trónra, új aranypénzeket vezettek be. Ezek közé tartozott a spur ryal (15/-), a unite (20/-) és a rose ryal (30/-). 1619-től a laurel 20-at ért. Ekkor vezették be az első, nemesfémtartalommal nem rendelkező érméket is. Ezeket ónból és rézből készítették. Ilyen volt például a farthing. A rézből készült félpennys I. Károly idején került bevezetésre. Az angol polgári forradalom idején számos, az ostromlott területeken használt pénzrendszer jött létre, néhány eléggé érdekes címletekkel.
A királyság 1660-as visszaállítását követően megreformálták a pénzrendszert, s 1662-ben abbahagyták a kalapáccsal készített érmék forgalomba hozatalát. A guineát 1663-ban vezették be, amit nem sokkal később a ½, 2 és 5 címletek is követtek, Az ezüstpénzek között szerepelt az 1d, 2d, 3d, 4d és 6d, 1/-, 2/6 és 5/- címlet. A 18. században végbement nagyarányú ezüstkiáramlás hatásaként lecsökkent az ezüstpénzek előállítása. Az 1750-es éveket követően nem bocsátottak ki félkoronást és koronást, a 6 pennys, valamint az 1/- előállítását pedig az 1780-as években hagyták abba. Erre válaszul 1797-ben bevezették a rézből készült 1 és 2 pennys érméket, valamint a ⅓ guineát. (7/-) Ezek közül csak a rézpenny maradt meg sokáig.
Az ezüstpénzek hiányának csökkentése érdekében 1797 és 1804 között felülbélyegzett spanyol dollárt, és gyakran spanyol és spanyol gyarmati realt bélyegeztek fölül, s így hozták ezeket forgalomba az Egyesült Királyságban. Erre a bélyegre a király arcmását rakták. 1800-ig ezek közül 8 real 4/9 fontot ért. Ezt követően 7 real értéke 5/- volt. Ezt követően a Bank 5/- értékű ezüstzsetonokat vert, melyek alapja a spanyol dollár volt. 1811 és 1816 között kerültek forgalomba az 1/6 és 3/- címletű pénzek.
1816-ban 6d, 1/-, 2/6 és 5/- névértékekkel új ezüstpénzsorozatot hoztak forgalomba. Koronát csak 1900-ig, s addig is csak elszórtan vertek. Ezt 1817-ben egy új aranypénzrendszer váltotta fel, melynek 10/- és £1 névértékű tagjai voltak. Ezek váltak később fél sovereign és sovereign néven ismertté. 1836-ban ismét forgalomba került az ezüstből vert 4d névértékű érme, amit 1838.ban követtek a 3d, majd 1844-ben a gyarmatokon használt 4d névértékű érmék. 1848-ban bevezették a 2/- florint, majd 1887-ben a rövid ideig forgalomban lévő kétflorinost. 1860-ban a réz helyét a farthingban, a félpennyben és a pennyben felváltotta a bronz.
Az első világháború idejére fel függesztették a fél sovereign és a sovereign forgalomba hozatalát. Az aranystandard ismételt bevezetését követően sem nőtt jelentős mértékben ezeknek az érméknek a forgalomban betöltött szerepe. 1920-ban az 1552 óta érvényben lévő .925-ös finomságon nyugvó ezüststandardot .500-as standardra cserélték fel.1937-ben a nikkel és a sárgaréz keverékéből készített 3d került forgalomba, s ezt hét évvel követően verték az utolsó 3d érmét ezüstből. 1947-en a még használt ezüstpénzek helyett is kupronikkelből vert érméket hoztak forgalomba. Az infláció miatt 1956-ban abbahagyták a farthing verését, s 1960-ban vonták ki a forgalomból. A decimálásra való előkészületek jegyében 1969-ben bevonták a félpennys és félkoronás érméket.

### Decimalizálás
Az első decimális érméket 1968-ban hozták forgalomba. Kupronikkelből készült 5p és 10p érméket vertek, melyek a forgalomban az 1/- és 2/- érmékkel voltak egyenértékűek. A körbe foglalt egyenlő oldalú hétszög alakú 50p érme 1969-ben váltotta fel a 10/- címletű bankjegyet. A decimalizálás akkor ért véget ténylegesen, mikor 1971-ben bevezették a bronz ½p, 1p és 2p érméket, és kivonták a forgalomból az 1d és 3d érméket. A 6d 2½p értéken egészen 1980-ig forgalomban maradt. 1980-ban eltűnt az új felirat az érmékről, és bevezették a 20p névértékű érmét. Ezt az £1 1983-as bevezetése követte. Ebben az évben vertek utoljára ½p érmét, ami 1984-ben került ki a forgalomból. Az 1990-es évek folyamán a bronzot felváltotta a rézzel bevont acél, és ebben az évtizedben csökkentették az 5p, 10p és 50p érmék méretét. Az 5p értéken forgó régi 1/- érméket 1991-ben vonták ki a forgalomból. Ekkor csökkent az 5p mérete is. 1993-ban hasonló körülmények között került kivonásra a forgalomból a 2/- névértékű érme. A bimetális brit kétfontost 1998-ban vezették be.
Jelenleg a legrégebb óta forgalomban n lévő érmék az Egyesült Királyságban az 1971-ben forgalomba került, rézből készült 1p és 2p érmék. A decimalizálást megelőzően 100 évesnél is régebbi érmék is forgalomban voltak, és ezek összesen öt különböző uralkodó portréját ábrázolták.
1992-ben az 1p és 2p névértékű érmék összetételében a bronzot rézzel bevont acél váltotta fel. Az 1992 előtti 1 és 2 pennys érmékben található réz (amelynek 97%-a réz) 2007-re annyira megemelkedett, hogy a vállalkozásoknak megérte beolvasztani ezeket az érméket. Az új, acélmaggal rendelkező érméket mágnessel is szét lehet válogatni. Egyes feltételezések szerint a Royal Mint az idő előrehaladtával minden bizonnyal ki fogja vonni a forgalomból a színtiszta bronzból készült érméket. Ugyanakkor az Egyesült Királyság azon kevés ország egyike, ahol a fizetőeszköznek még mindig van belső értéke.

### 21. században
2008 áprilisában teljesen megváltoztatták az érmék külsejét, s ezekből az első darabokat az év nyarán hozták forgalomba. Az 1p, 2p, 5p, 10p, 20p és 50p érmék az Egyesült Királyság címerének egyes részleteit ábrázolják. Az új fontokon a teljes címer látható. Az érmék többi adata megegyezik a régebbi veretekével, melyek továbbra is forgalomban maradnak. Nincs arra utaló jel, hogy Britannia követni kívánja Ausztráliát és Új-Zélandot a téren, hogy kivonná a forgalomból az 1p és 2p érméket – vagy félmegoldásként megengedné az üzleteknek engedélyeznék a penny használatát az áraknál, de készpénzes fizetéseknél a legközelebbi öttel osztható pennyértékre kéne kerekíteni. Hitel- vagy betéti kártyával fizetőknél ebben az esetben is a pontos összeget kellene kifizetni.
1999 óta az 50 pennys, valamint az 1 és 2 fontos érmék hátoldalát általában mindig más díszíti

| Év   | 50p                                       | £1                                        | £2 |
| ---- | ----------------------------------------- | ----------------------------------------- | --- |
| 1999 |                                           |                                           | Egy rögbin használt labda |
| 2001 |                                           |                                           | Az érme szélén szinuszgörbe fut végig, a belső részt pedig körszeletek díszítik.                                                                                            |
| 2002 |                                           |                                           | 2002-es Nemzetközösségi Játékok |
| 2003 |                                           |                                           | A DNS kettős spirálját 50 éve fedezték fel. |
| 2004 |                                           |                                           | Richard Trevithick, a gőzmozdony feltalálásának 180. évfordulójára |
| 2005 | 250 éve jelent meg a Johnson's Dictionary | Híd a Menai folyón                        | "1605-2005" és a kör közepéből kifelé mutató buzogányok és kardok. |
| 2006 | Viktória-kereszt                          | A csatorna bejárata                       | "Brunel" és látkép az acélfedelű épületekkel Brunel arcképe, 7 híd és egy nagy vaskerék                                                                                     |
| 2007 | A cserkészmozgalom emlékéve               | Egy felemelkedő híd egy nagy folyó felett | Csapórácsok, Tudor-rózsák, szamárbogáncs A rabszolga-kereskedelem megszüntetésének 200. évfordulója A megmentők sérülteket visznek a hátukon, a háttérben a máltai kereszt. |
| 2008 |                                           | II. Erzsébet címere                       | A Londoni Olimpia 100. évfordulója |

Az 50 pennys emlékérmét 2010-ben új formában bocsátják ki. A fej oldalán egy magasugró látható. Az érmére a 2012-es olimpia alkalmából pályázatot írtak ki, amelyet egy 9 éves kislány, Florence Jackson nyert meg.

## Bankjegyek
Az első sterlingbankjegyeket nem sokkal 1694-es megalapítását követően a Bank of England bocsátotta ki. A bankjegyek értékét rögtön a nyomtatása után írták rá. 1745-től £20 és £1000 közötti névértékben nyomtatták ezeket. 1759-ben a 10, 1793-ban az 5, majd 1797-ben a 2 fontos címlet került forgalomba. A napóleoni háborúk végét követően a két legkisebb címletet kivonták a forgalomból. 1855-től egységes alakban nyomtatták a papírpénzeket, ekkor £5, £10, £20, £50, £100, £200, £300, £500 és £1000 volt forgalomban.
A Bank of Scotland 1695-ben kezdett el bankjegyeket nyomtatni. Bár a továbbiakban is a skót font maradt Skócia valutája, ezeket 100 font értékiig átváltották sterlingre. 1727-től a Royal Bank of Scotland is pénzkibocsátási joggal bírt. Mindkét bank nyomtatott guineaben és fontban denominált bankjegyeket is. A 19. század elejétől lehetővé vált, hogy Skóciában egy fontos bankjegyet is nyomtassanak. Erre Angliában nem volt lehetőség.
A sterling használatának 1825-ben történt, Írországra vonatkozó kiterjesztését követően először a Bank of Ireland, majd később más ír bankok is sterlinget kezdtek nyomni. A nyomatok között voltak olyan érdekes címletek is, mint a 30/- és a £3. A legnagyobb címletű, itt nyomtatott bankjegy a 100 fontos volt.
1826-ban a Londontól legalább 105 kilométerre fekvő bankok engedélyt kaptak az önálló pénzkibocsátásra. 1844-ben újabb bankoktól vették el ezt a jogot, de csak Angliában és Wales-ben, Skóciában és Írországban azonban nem. Ennek hatásaként a magán bankok által nyomtatott bankjegyek száma az előbbi helyeken egyre fogyott, míg az utóbbi területen elburjánzottak. Utoljára 1921-ben nyomtattak angol magánbankjegyet.
1914-ben a kincstár az aranyérmék lecserélése érdekében bevezette a 10/- és £1 címletű papírpénzeket. Ezek 1928-ig voltak forgalomban, mikor is a Bank of England által kibocsátott bankjegyek váltották fel ezeket. Az ír függetlenség kivívása után csupán öt bank bocsátott ki brit fizetőeszközt, mind Észak-Írországban. A második világháborút a Bank of England bankjegykibocsátását nagyon megviselte. Attól tartottak, hogy a német nemzetiszocialisták elkezdik majd hamisítani a bankjegyeket, s emiatt megtiltották az összes, £10 névértéket elérő vagy azt meghaladó bankjegy nyomtatását, így a bank csak 10/-, £1 és £5 címletű papírpénzeket bocsáthatott ki. Ezek a rendelkezések nem vonatkoztak a skót és ír kibocsátású £1, £5, £10, £20, £50 és £100 címletekre
A Bank of England 1964-től bocsát ki ismét £10 névértékű bankjegyeket. 1969-ben a 10/- papírpénzt felváltotta az 50p névértékű fémpénz. Ez már a decimalizálásra való áttérés jegyében történt. A 20 fontost a Bank of England 1970-ben, az 50 fontost pedig 1982-ben kezdte el ismét kibocsátani. Az £1 névértékű érme 1983-as bevezetését követően az ugyanilyen névértékű papírpénzt 1988-ban kivonták a forgalomból. Ezeket a lépéseket a skót és ír bankok is követték, csupán a Royal Bank of Scotland bocsát ki a továbbiakban is ilyen címletű pénzt.
A Bank of England 2011. november 2-án új 50 fontos bankjegyet kibocsátottak ki. A bankjegyen Matthew Boulton és James Watt képe szerepel.
A Bank of England az egyes skót és észak-írországi kereskedelmi bankok által kibocsátott bankjegyek Bank of England-nál letétbe helyezett készpénzfedezetére, kis mennyiségben 1 000 000 és 100 000 000 font sterling címletű bankjegyeket is bocsát ki.

## A font sterling mint törvényes fizetőeszköz
Az angol jog komplikáltan (és kissé archaikusan) fogalmazza meg a törvényes fizetőeszköz (legal tender) mibenlétét. A törvényes fizetőeszközt ugyanis nem kötelező, csupán javallott elfogadni, ugyanis az adóst nem lehet beperelni, ha egy követelést törvényes fizetőeszközzel próbált meg kielégíteni. Eszerint a törvényes fizetőeszközt elfogadni nem kötelező, de a vele való fizetés törvényileg nem támadható.
A jogalkalmazás szempontjából ez azt jelenti, hogy vásárláskor az eladó elutasíthatja a font sterling elfogadását, hiszen amíg a vevő nem veszi birtokba az árut, addig nem is áll fenn vele szemben az eladónak követelése (például a még csak kiszemelt bútordarabot nem kötelesek font bankjegyért eladni lakberendezési áruházban). Ha már megtörtént az áru birtokba vétele (a bútor hazaszállítása), akkor az eladónak font sterlingben fennálló követelése jön létre a vevővel szemben (kiállítja a számlát). Ha ennek törvényes fizetőeszközben való kielégítését nem fogadja el (nem fogadja el az odanyújtott bankjegyet), a vevőtől nem követelhet másfajta fizetőeszközt (például bankkártyát), azaz egyfajta „indirekt” elfogadási kényszer áll fenn. (Ezzel szemben áll a törvényes fizetőeszköz magyarországi státusza, melyért az eladó köteles eladásra szánt termékét átadni, vagyis nem mérlegelhet, hogy adott esetben forintért el kívánja-e adni az árut vagy sem.) Más fizetőeszközök elfogadása egyedi alku tárgya.
Abban az esetben, ha a vevő például egy étteremben fogyaszt, és font sterlingben állítják ki neki a számlát, akkor a vevő a Bank of England bankjegyeivel mint törvényes fizetőeszközzel jogszerűen egyenlíti ki a számlát. Ha ezt a pincér nem fogadja el, jogi úton nem kényszeríthet ki más fizetési módot. Amennyiben a vendég hitelkártyával kíván fizetni (amely nem törvényes fizetőeszköz), a pincér beleegyezése esetén jogszerűen jár el. Ha a pincér elutasítja ezt, akár jogi úton is követelheti, hogy a vevő a követelést törvényes fizetőeszközben elégítse ki.
További érdekesség, hogy a vevő nem követelhet visszajárót, hanem a követelést pontosan köteles kielégíteni. Az ettől való eltérés egyedi alku tárgya. Ez persze nem jelenti azt, hogy Nagy-Britanniában egyáltalán nem adnak visszajárót, de a vevő nem hivatkozhat a követelés ki nem fizetése esetén arra, hogy nem tudnának neki visszaadni. Magyarul a vevőnek kell törekednie a pontos összeg kifizetésére, nem az eladónak arra, hogy tudjon visszaadni. Az eladók néhány területen jellemzően élnek is ezzel a jogukkal, pl. a közlekedési társaságok üzletszabályzataiban is megtalálható a "pontos összeget fizess, visszajárót ne várj" (pay the exact fare, no change given) elvre való utalás a járművön, járművezetőtől való jegyvásárlás esetén.
A fenti jogértelmezés azért fontos, mert az Egyesült Királyság közigazgatási egységeiben nem egységesek a törvényes fizetőeszközök.

### Országszerte egységes
Az egy- két- és ötfontos érmék értékhatár nélkül, a font alatti névértékű érmék csak bizonyos értékhatárig törvényes fizetőeszközök a királyság egész területén, kivéve a koronától függő területeket (Crown dependencies).
| Érme                    | Értékhatár |
| ----------------------- | ---------- |
| 50p                     | £10        |
| 25p (1990 előtti Crown) | £10        |
| 20p                     | £10        |
| 10p                     | £5         |
| 5p                      | £5         |
| 2p                      | 20p        |
| 1p                      | 20p        |

### Anglia és Wales
Angliában és Walesben a font sterlingre szóló Bank of England bankjegyek értékhatár nélkül törvényes fizetőeszközök. Más (skót, északír) bankok által kibocsátott pénzjegyek (pontosabban váltók) elfogadása egyedi alku tárgya, ezért előfordulhat e jegyek visszautasítása.

### Skócia
Skóciában nincs törvényes fizetőeszköz. Három skóciai székhelyű zsíróbank, a Bank of Scotland, a Royal Bank of Scotland és a Clydesdale Bank bocsát ki a bankjegyekre nagyon emlékeztető pénzjegyeket, de ezek valójában lejárat és kamat nélküli váltók, melyeket a forgalomba hozottal azonos névértékű Bank of England kibocsátású, külön erre a célra gyártott, egymillió font sterling címletű bankjegy letétbe helyezésével kell fedezni. A Bank of England bankjegyei mellett e váltókat is használják a köznapi pénzforgalomban. A váltók elfogadása Skócián belül és kívül is egyedi alku tárgya, ezért előfordulhat elutasításuk. Lásd skót font.

### Észak-Írország
Észak-Írországban sincs törvényes fizetőeszköz. Az itt székelő négy legnagyobb zsíróbank: a Bank of Ireland, a First Trust Bank, a Danske Bank (ex Northern Bank) és az Ulster Bank szintén bocsát ki a fentiekhez hasonló váltókat, melyek itt is a Bank of England bankjegyeivel forognak együtt. Az északír bankok által kibocsátott váltók elfogadása is egyedi alku tárgya mind Észak-Írországban, mind a királyság többi részén.

### Brit koronafüggőségek
A brit koronafüggőségek megfelelő hatóságai (Jersey-n a Tresury and Resources Department, States of Jersey, Guernsey-n a Treasury and Resources Department, States of Guernsey, Alderney-n a Government of Alderney, Man-szigeten az Isle of Man Treasury) saját font sterlingre szóló államjegyeket, illetve érméket hoznak forgalomba, és ezek törvényes fizetőeszközök a maguk területén. A helyi kibocsátású bankjegyek fedezetét itt is Bank of England bankjegyekben tartják. Részletesebben lásd: Jersey-i font, Guernsey-i font, Alderney-i font, Man-szigeti font.

### Brit tengerentúli területek
A Brit tengerentúli területek némelyikén szintén font sterling a fizetőeszköz. Ezeknek rendeletben szabályozott módon joga, hogy megfelelő hatóság révén saját font sterlingre szóló államjegyeket és érméket hozzanak forgalomba. A többi tengerentúli terület vagy nem rendelkezik saját kibocsátású pénzzel, vagy az nem font sterlingre szól.
| Tengerentúli terület neve              | Pénzneme                                      | Kibocsátó                          |
| -------------------------------------- | --------------------------------------------- | ---------------------------------- |
| Akrotíri és Dekélia                    | Euró                                          | Central Bank of Cyprus             |
| Anguilla                               | Kelet-karibi dollár                           | Eastern Caribbean Central Bank     |
| Ascension                              | Ascensioni font                               |                                    |
| Ascension                              | Szent Ilona-i font                            | Szent Ilona kormánya               |
| Bermuda                                | Bermudai dollár                               | Bermuda Monetáris Hatósága         |
| Brit Indiai-óceáni Terület             | Angol font                                    | Bank of England                    |
| Brit Indiai-óceáni Terület             | Amerikai dollár                               | Federal Reserve System             |
| Brit Virgin-szigetek                   | Brit Virgin-szigeteki dollár                  |                                    |
| Brit Virgin-szigetek                   | Amerikai dollár                               | Federal Reserve System             |
| Déli-Georgia és Déli-Sandwich-szigetek | Déli-Georgia és Déli-Sandwich-szigetek-i font |                                    |
| Déli-Georgia és Déli-Sandwich-szigetek | Angol font                                    | Bank of England                    |
| Falkland-szigetek                      | Falkland-szigeteki font                       | A Falkland-szigetek kormánya       |
| Gibraltár                              | Gibraltári font                               | Gibraltár kormánya                 |
| Kajmán-szigetek                        | Kajmán-szigeteki dollár                       | Kajmán-szigeteki Monetáris Hatóság |
| Montserrat                             | Kelet-karibi dollár                           | Eastern Caribbean Central Bank     |
| Szent Ilona                            | Szent Ilona-i font                            | Szent Ilona kormánya               |
| Pitcairn-szigetek                      | Új-zélandi dollár                             | Reserve Bank of New Zealand        |
| Tristan da Cunha                       | Tristan da Cunha-i font                       |                                    |
| Tristan da Cunha                       | Szent Ilona-i font                            | Szent Ilona kormánya               |
| Turks- és Caicos-szigetek              | Amerikai dollár                               | Federal Reserve System             |

## A pénz értékéről
2006-ban a House of Commons Library kiadott egy dokumentumot, mely 1750 és 2005 között minden évben tartalmazza a font értékét. Az 1974-es értéket vették 100-nak. Ezt már régebben, 1998-ban és 2003-ban is kiadták.
Az 1750-1914 közötti időszakról a dokumentum a következőt állítja: „Bár az árak évről évre jelentősen változtak, (melynek fő okai az aszályok, a háborúk és hasonló körülmények voltak), 1914-ig nem tapasztalható az áraknak az a folyamatos emelkedése, mint ami 1945 után.” A folytatásban ezt írja: „1945 óta folyamatosan, eddig az árak az akkori 27-szeresére emelkedtek.”
1751-ben az index értéke 5,1 volt, mely 1813-ra a 16,3-es csúcsig emelkedett, majd ettől fogva a napóleoni háborúk befejezését követően gyorsan ismét 10 lett az értéke. Ugyanezen a 8,5–10 szinten maradt a mutató értéke a 19. század hátralevő részében. 1914-ben az érték 9,8 volt, mely 1920-ra 25,3-ig emelkedett, majd ezt követően az 1933-34-es időszakra ismét 15,8-es értékre mérséklődött. Ekkor az árak az 1750-es színvonalnak csupán a háromszoros értékén álltak.
Az inflációnak a második világháború alatt és azt követően emelkedett meg a hatása. Az index értéke 1940-ben 20,2 1950-ben 33,0, 1960-ban 49,1, 1970-ben 73,1, 1980-ban 263,7, 1990-ben 497,5, 2000-ben 671,8, 2005-ben pedig 757,3 volt.

## Valutákkal szembeni ereje
A fonttal a nemzetközi valutapiacon világszerte szabadon lehet kereskedni, és ennek eredményeképpen a nagy nemzetközileg használt többi valutához képest gyakran változik az értéke. (Ha a kereskedők fontot vesznek, akkor emelkedik az ára, és csökken, ha fontot adnak el.) Már régóta a világ legértékesebb valutái között van.
2008 decemberében erőteljesen romlott a font árfolyama. 2008. december 30-án 1 font 1,023 eurót ért, 2021. február 1-én viszont már   1,13-ot

### Az elmúlt évek árfolyamai
Az alábbi táblázatban 1 font értéke van megadva forintban.

| dátum             | árfolyam (Ft)           |
| ----------------- | ----------------------- |
| 1949. január 3.   | 047,31                  |
| 1950. március 1.  | 032,87 (legalacsonyabb) |
| 1955. március 1.  | 032,87                  |
| 1960. január 1.   | 032,87                  |
| 1965. január 1.   | 032,87                  |
| 1969. október 27. | 072,00                  |
| 1975. január 1.   | 051,12                  |
| 1980. január 1.   | 074,77                  |
| 1985. január 3.   | 058,77                  |
|                   |                         |
| 1990. január 1.   | 100,23                  |
| 1994. január 3.   | 150,73                  |
| 1998. január 5.   | 335,98                  |
| 2000. október 24. | 454,99 (legmagasabb)    |
| 2002. január 2.   | 395,45                  |
| 2006. január 2.   | 367,55                  |
| 2010. január 4.   | 303,41                  |
| 2014. január 2.   | 358,82                  |
| 2018. január 2.   | 347,48                  |

## A font mint nemzetközi tartalékvaluta
A sterlinget világszerte használják tartalékvalutaként. Nagyjából 1700-tól 1944-ig a vezető tartalékvalutának egyértelműen a brit font sterling volt, ahogy akkor nevezték, "a pénzek pénze" tekinthető, 1944-ben világviszonylatban még 55 %-os részesedéssel rendelkezett. Az amerikai dollár 1944 és az 1950-es évek eleje között váltotta fel a font sterlinget a világ domináns tartalékvalutájaként.
A tartalékban betöltött szerepe alapján a világ valutái között jelenleg a harmadik helyet foglalja el. Az utóbbi években növekedett a font szerepe a tartalékok között, melynek okai között megtalálható a brit gazdaság és a kormány stabilitása, értékének a többi valutához képest mért folyamatos emelkedése, és a más nagy pénzekhez (dollár, euró, jen) viszonyított magas fizetett kamat. 2006-tól kezdve ez a harmadik, leginkább használt tartalékvaluta. Ez az idő a brit font kedveltségének újjáéledésének időszakát hozta. Elemzők szerint az újjáéledés egyik oka az, hogy carry-trade befektetők az euróhoz viszonyítva a fontot magas kamatot fizető, stabil pénznek tekintik.

## Fordítás
- Ez a szócikk részben vagy egészben  a   Pound stering című angol Wikipédia-szócikk ezen változatának fordításán alapul.  Az eredeti cikk szerkesztőit annak laptörténete sorolja fel. Ez a jelzés csupán a megfogalmazás eredetét és a szerzői jogokat jelzi, nem szolgál a cikkben szereplő információk forrásmegjelöléseként.